# Lista de asteroides (471001-472000)
Esta é uma lista parcial de asteroides, do asteroide número 471001 até o 472000, inclusive. Veja também o índice com todas as listas disponíveis.

| Objeto Próximos à Terra | Cinturão de asteroides (interno) | Cinturão de asteroides (externo) | Centauro       |
| Cruzador de Marte       | Cinturão de asteroides (meio)    | Troianos de Júpiter              | Transnetuniano |

Veja mais dados de cada asteroide na ligação externa para o Minor Planet Center na última coluna.
Índice: 471001... 471101... 471201... 471301... 471401... 471501... 471601... 471701... 471801... 471901... 

## 471001–471100
| Designação | Designação | Descoberta  | Descoberta       | Descobridor(es)     | Categoria | Mais informações / Referência |
| Permanente | Provisória | Data        | Local            | Descobridor(es)     | Categoria | Mais informações / Referência |
| ---------- | ---------- | ----------- | ---------------- | ------------------- | --------- | ----------------------------- |
| 471001     | 2009 SZ169 | 15 set 2009 | Mount Lemmon     | Mount Lemmon Survey | —         | MPC                           |
| 471002     | 2009 SN170 | 27 set 2009 | Tzec Maun        | L. Elenin           | —         | MPC                           |
| 471003     | 2009 SY223 | 19 set 2009 | Kitt Peak        | Spacewatch          | —         | MPC                           |
| 471004     | 2009 SY227 | 27 ago 2009 | Kitt Peak        | Spacewatch          | Juno      | MPC                           |
| 471005     | 2009 SY230 | 17 set 2009 | Kitt Peak        | Spacewatch          | —         | MPC                           |
| 471006     | 2009 SK235 | 14 set 2009 | Socorro          | LINEAR              | —         | MPC                           |
| 471007     | 2009 SZ243 | 25 set 2009 | La Sagra         | Mallorca Obs.       | —         | MPC                           |
| 471008     | 2009 SK254 | 16 set 2009 | Kitt Peak        | Spacewatch          | Vesta     | MPC                           |
| 471009     | 2009 SC260 | 16 ago 2009 | Kitt Peak        | Spacewatch          | —         | MPC                           |
| 471010     | 2009 SV260 | 19 out 1995 | Kitt Peak        | Spacewatch          | —         | MPC                           |
| 471011     | 2009 SD261 | 25 jul 2003 | Campo Imperatore | CINEOS              | —         | MPC                           |
| 471012     | 2009 SF265 | 19 out 1998 | Kitt Peak        | Spacewatch          | —         | MPC                           |
| 471013     | 2009 SC275 | 17 set 2009 | Kitt Peak        | Spacewatch          | Mitidika  | MPC                           |
| 471014     | 2009 SG275 | 17 set 2009 | Kitt Peak        | Spacewatch          | —         | MPC                           |
| 471015     | 2009 SG276 | 25 set 2009 | Kitt Peak        | Spacewatch          | —         | MPC                           |
| 471016     | 2009 SV282 | 25 set 2009 | Kitt Peak        | Spacewatch          | —         | MPC                           |
| 471017     | 2009 SZ282 | 25 set 2009 | Kitt Peak        | Spacewatch          | —         | MPC                           |
| 471018     | 2009 SR283 | 25 set 2009 | Kitt Peak        | Spacewatch          | —         | MPC                           |
| 471019     | 2009 SR288 | 17 set 2009 | Kitt Peak        | Spacewatch          | —         | MPC                           |
| 471020     | 2009 SJ289 | 17 set 2009 | Kitt Peak        | Spacewatch          | —         | MPC                           |
| 471021     | 2009 SB290 | 25 set 2009 | Kitt Peak        | Spacewatch          | —         | MPC                           |
| 471022     | 2009 SZ290 | 25 set 2009 | Kitt Peak        | Spacewatch          | —         | MPC                           |
| 471023     | 2009 SY293 | 19 set 2009 | Kitt Peak        | Spacewatch          | —         | MPC                           |
| 471024     | 2009 SO298 | 18 ago 2009 | Catalina         | CSS                 | —         | MPC                           |
| 471025     | 2009 SN300 | 29 set 2005 | Kitt Peak        | Spacewatch          | —         | MPC                           |
| 471026     | 2009 SH306 | 17 set 2009 | Kitt Peak        | Spacewatch          | —         | MPC                           |
| 471027     | 2009 SH316 | 19 set 2009 | Kitt Peak        | Spacewatch          | —         | MPC                           |
| 471028     | 2009 SO329 | 17 set 2009 | La Sagra         | Mallorca Obs.       | —         | MPC                           |
| 471029     | 2009 SR332 | 22 set 2009 | Kitt Peak        | Spacewatch          | —         | MPC                           |
| 471030     | 2009 SF333 | 25 set 2009 | Catalina         | CSS                 | —         | MPC                           |
| 471031     | 2009 SD339 | 21 set 2009 | Mount Lemmon     | Mount Lemmon Survey | —         | MPC                           |
| 471032     | 2009 SP358 | 18 set 2009 | Kitt Peak        | Spacewatch          | —         | MPC                           |
| 471033     | 2009 TJ5   | 18 set 2009 | Kitt Peak        | Spacewatch          | —         | MPC                           |
| 471034     | 2009 TG8   | 14 out 2009 | Mount Lemmon     | Mount Lemmon Survey | —         | MPC                           |
| 471035     | 2009 TS12  | 15 set 2009 | Socorro          | LINEAR              | —         | MPC                           |
| 471036     | 2009 TR14  | 27 set 2009 | Socorro          | LINEAR              | —         | MPC                           |
| 471037     | 2009 TO20  | 11 out 2009 | La Sagra         | Mallorca Obs.       | —         | MPC                           |
| 471038     | 2009 TH22  | 13 out 2009 | La Sagra         | Mallorca Obs.       | —         | MPC                           |
| 471039     | 2009 TY22  | 22 set 2009 | Mount Lemmon     | Mount Lemmon Survey | —         | MPC                           |
| 471040     | 2009 TR26  | 14 out 2009 | La Sagra         | Mallorca Obs.       | —         | MPC                           |
| 471041     | 2009 TV33  | 21 set 2009 | Catalina         | CSS                 | —         | MPC                           |
| 471042     | 2009 UN16  | 30 set 2009 | Mount Lemmon     | Mount Lemmon Survey | —         | MPC                           |
| 471043     | 2009 UX25  | 21 out 2009 | Catalina         | CSS                 | —         | MPC                           |
| 471044     | 2009 UH39  | 22 out 2009 | Mount Lemmon     | Mount Lemmon Survey | —         | MPC                           |
| 471045     | 2009 UB47  | 18 out 2009 | Mount Lemmon     | Mount Lemmon Survey | Mitidika  | MPC                           |
| 471046     | 2009 UG47  | 18 out 2009 | Mount Lemmon     | Mount Lemmon Survey | —         | MPC                           |
| 471047     | 2009 UV50  | 22 set 2009 | Mount Lemmon     | Mount Lemmon Survey | —         | MPC                           |
| 471048     | 2009 UK72  | 23 out 2009 | Mount Lemmon     | Mount Lemmon Survey | Mitidika  | MPC                           |
| 471049     | 2009 UK83  | 23 out 2009 | Mount Lemmon     | Mount Lemmon Survey | —         | MPC                           |
| 471050     | 2009 UP92  | 23 out 2009 | Mount Lemmon     | Mount Lemmon Survey | —         | MPC                           |
| 471051     | 2009 UH94  | 21 out 2009 | Catalina         | CSS                 | Mitidika  | MPC                           |
| 471052     | 2009 UR101 | 23 out 2009 | Mount Lemmon     | Mount Lemmon Survey | —         | MPC                           |
| 471053     | 2009 UP106 | 22 out 2009 | Mount Lemmon     | Mount Lemmon Survey | —         | MPC                           |
| 471054     | 2009 UN109 | 23 out 2009 | Kitt Peak        | Spacewatch          | Mitidika  | MPC                           |
| 471055     | 2009 UB111 | 23 out 2009 | Kitt Peak        | Spacewatch          | —         | MPC                           |
| 471056     | 2009 UK127 | 28 set 2009 | Mount Lemmon     | Mount Lemmon Survey | —         | MPC                           |
| 471057     | 2009 UM134 | 18 set 2009 | Mount Lemmon     | Mount Lemmon Survey | —         | MPC                           |
| 471058     | 2009 UA138 | 24 out 2009 | Catalina         | CSS                 | —         | MPC                           |
| 471059     | 2009 UL143 | 18 out 2009 | Mount Lemmon     | Mount Lemmon Survey | Vesta     | MPC                           |
| 471060     | 2009 VF11  | 23 out 2009 | Kitt Peak        | Spacewatch          | —         | MPC                           |
| 471061     | 2009 VD26  | 6 nov 2009  | Catalina         | CSS                 | —         | MPC                           |
| 471062     | 2009 VY32  | 18 out 2001 | Socorro          | LINEAR              | —         | MPC                           |
| 471063     | 2009 VD37  | 24 out 2009 | Kitt Peak        | Spacewatch          | —         | MPC                           |
| 471064     | 2009 VQ51  | 11 nov 2009 | Socorro          | LINEAR              | —         | MPC                           |
| 471065     | 2009 VK59  | 14 out 2009 | Mount Lemmon     | Mount Lemmon Survey | —         | MPC                           |
| 471066     | 2009 VK62  | 8 nov 2009  | Kitt Peak        | Spacewatch          | Mitidika  | MPC                           |
| 471067     | 2009 VN63  | 16 out 2009 | Mount Lemmon     | Mount Lemmon Survey | —         | MPC                           |
| 471068     | 2009 VO92  | 12 nov 2009 | La Sagra         | Mallorca Obs.       | —         | MPC                           |
| 471069     | 2009 VU92  | 18 out 2009 | Socorro          | LINEAR              | —         | MPC                           |
| 471070     | 2009 VX93  | 15 nov 2009 | Catalina         | CSS                 | —         | MPC                           |
| 471071     | 2009 VO107 | 23 nov 1998 | Kitt Peak        | Spacewatch          | —         | MPC                           |
| 471072     | 2009 WU    | 16 nov 2009 | BlackBird        | K. Levin, N. Teamo  | —         | MPC                           |
| 471073     | 2009 WD29  | 16 nov 2009 | Kitt Peak        | Spacewatch          | —         | MPC                           |
| 471074     | 2009 WN44  | 18 nov 2009 | Kitt Peak        | Spacewatch          | —         | MPC                           |
| 471075     | 2009 WW54  | 25 out 2005 | Kitt Peak        | Spacewatch          | —         | MPC                           |
| 471076     | 2009 WO88  | 19 nov 2009 | Kitt Peak        | Spacewatch          | —         | MPC                           |
| 471077     | 2009 WE94  | 20 nov 2009 | Kitt Peak        | Spacewatch          | —         | MPC                           |
| 471078     | 2009 WG152 | 27 out 2009 | Mount Lemmon     | Mount Lemmon Survey | Vesta     | MPC                           |
| 471079     | 2009 WN180 | 25 mar 2007 | Mount Lemmon     | Mount Lemmon Survey | —         | MPC                           |
| 471080     | 2009 WM183 | 23 nov 2009 | Kitt Peak        | Spacewatch          | —         | MPC                           |
| 471081     | 2009 WL198 | 17 nov 2009 | Catalina         | CSS                 | —         | MPC                           |
| 471082     | 2009 WT263 | 21 nov 2009 | Mount Lemmon     | Mount Lemmon Survey | —         | MPC                           |
| 471083     | 2009 XF2   | 12 dez 2009 | Socorro          | LINEAR              | —         | MPC                           |
| 471084     | 2009 XY6   | 11 dez 2009 | Dauban           | F. Kugel            | —         | MPC                           |
| 471085     | 2009 XW22  | 15 dez 2009 | Mount Lemmon     | Mount Lemmon Survey | —         | MPC                           |
| 471086     | 2009 YT5   | 17 dez 2009 | Mount Lemmon     | Mount Lemmon Survey | —         | MPC                           |
| 471087     | 2009 YJ24  | 17 dez 2009 | Mount Lemmon     | Mount Lemmon Survey | —         | MPC                           |
| 471088     | 2010 AZ14  | 23 nov 2009 | Mount Lemmon     | Mount Lemmon Survey | —         | MPC                           |
| 471089     | 2010 AA21  | 19 dez 2009 | Kitt Peak        | Spacewatch          | —         | MPC                           |
| 471090     | 2010 AX23  | 6 jan 2010  | Kitt Peak        | Spacewatch          | —         | MPC                           |
| 471091     | 2010 AT27  | 7 jan 2010  | Kitt Peak        | Spacewatch          | —         | MPC                           |
| 471092     | 2010 AA38  | 26 out 2009 | Kitt Peak        | Spacewatch          | —         | MPC                           |
| 471093     | 2010 AC52  | 27 dez 2009 | Kitt Peak        | Spacewatch          | —         | MPC                           |
| 471094     | 2010 AV55  | 8 jan 2010  | Kitt Peak        | Spacewatch          | —         | MPC                           |
| 471095     | 2010 AE59  | 15 dez 2009 | Catalina         | CSS                 | —         | MPC                           |
| 471096     | 2010 AR64  | 6 jan 2010  | Kitt Peak        | Spacewatch          | —         | MPC                           |
| 471097     | 2010 AQ68  | 11 nov 2009 | Mount Lemmon     | Mount Lemmon Survey | —         | MPC                           |
| 471098     | 2010 AN81  | 8 jan 2010  | Mount Lemmon     | Mount Lemmon Survey | —         | MPC                           |
| 471099     | 2010 AT99  | 12 jan 2010 | WISE             | WISE                | —         | MPC                           |
| 471100     | 2010 AV99  | 12 jan 2010 | WISE             | WISE                | —         | MPC                           |

## 471101–471200
| Designação        | Designação | Descoberta  | Descoberta      | Descobridor(es)                                     | Categoria | Mais informações / Referência |
| Permanente        | Provisória | Data        | Local           | Descobridor(es)                                     | Categoria | Mais informações / Referência |
| ----------------- | ---------- | ----------- | --------------- | --------------------------------------------------- | --------- | ----------------------------- |
| 471101            | 2010 AE106 | 12 jan 2010 | WISE            | WISE                                                | —         | MPC                           |
| 471102            | 2010 BO2   | 16 jan 2010 | Bisei SG Center | BATTeRS                                             | —         | MPC                           |
| 471103            | 2010 BR14  | 16 jan 2010 | WISE            | WISE                                                | —         | MPC                           |
| 471104            | 2010 BT40  | 19 jan 2010 | WISE            | WISE                                                | —         | MPC                           |
| 471105            | 2010 BN55  | 16 jun 2005 | Kitt Peak       | Spacewatch                                          | —         | MPC                           |
| 471106            | 2010 BY70  | 23 jan 2010 | WISE            | WISE                                                | —         | MPC                           |
| 471107            | 2010 BX93  | 27 jan 2010 | WISE            | WISE                                                | —         | MPC                           |
| 471108            | 2010 CL1   | 9 fev 2010  | Catalina        | CSS                                                 | —         | MPC                           |
| 471109 Vladobahýl | 2010 CO12  | 12 fev 2010 | Mayhill         | S. Kürti                                            | —         | MPC                           |
| 471110            | 2010 CT19  | 17 dez 2009 | Mount Lemmon    | Mount Lemmon Survey                                 | —         | MPC                           |
| 471111            | 2010 CJ20  | 11 jan 2010 | Kitt Peak       | Spacewatch                                          | —         | MPC                           |
| 471112            | 2010 CO33  | 12 jan 2010 | Kitt Peak       | Spacewatch                                          | —         | MPC                           |
| 471113            | 2010 CK41  | 10 ago 2007 | Kitt Peak       | Spacewatch                                          | —         | MPC                           |
| 471114            | 2010 CE61  | 6 jan 2010  | Kitt Peak       | Spacewatch                                          | —         | MPC                           |
| 471115            | 2010 CE63  | 10 mar 2002 | Kitt Peak       | Spacewatch                                          | —         | MPC                           |
| 471116            | 2010 CJ75  | 11 jan 2010 | Kitt Peak       | Spacewatch                                          | —         | MPC                           |
| 471117            | 2010 CC99  | 14 fev 2010 | Kitt Peak       | Spacewatch                                          | —         | MPC                           |
| 471118            | 2010 CW114 | 23 set 2008 | Mount Lemmon    | Mount Lemmon Survey                                 | —         | MPC                           |
| 471119            | 2010 CD125 | 15 fev 2010 | Kitt Peak       | Spacewatch                                          | —         | MPC                           |
| 471120            | 2010 CX137 | 9 fev 2010  | Kitt Peak       | Spacewatch                                          | —         | MPC                           |
| 471121            | 2010 CQ160 | 6 fev 2010  | Mount Lemmon    | Mount Lemmon Survey                                 | —         | MPC                           |
| 471122            | 2010 CJ184 | 15 fev 2010 | Catalina        | CSS                                                 | —         | MPC                           |
| 471123            | 2010 CO213 | 2 fev 2010  | WISE            | WISE                                                | —         | MPC                           |
| 471124            | 2010 CU225 | 5 dez 2007  | Mount Lemmon    | Mount Lemmon Survey                                 | —         | MPC                           |
| 471125            | 2010 CG248 | 15 jan 2010 | Mount Lemmon    | Mount Lemmon Survey                                 | —         | MPC                           |
| 471126            | 2010 DL5   | 7 jan 2010  | Kitt Peak       | Spacewatch                                          | —         | MPC                           |
| 471127            | 2010 DS11  | 13 fev 2010 | Mount Lemmon    | Mount Lemmon Survey                                 | —         | MPC                           |
| 471128            | 2010 DN13  | 15 fev 2010 | WISE            | WISE                                                | —         | MPC                           |
| 471129            | 2010 DQ40  | 16 fev 2010 | Kitt Peak       | Spacewatch                                          | —         | MPC                           |
| 471130            | 2010 DO41  | 17 fev 2010 | Kitt Peak       | Spacewatch                                          | Brangane  | MPC                           |
| 471131            | 2010 DZ50  | 21 fev 2010 | WISE            | WISE                                                | —         | MPC                           |
| 471132            | 2010 DD79  | 16 fev 2010 | Kitt Peak       | Spacewatch                                          | —         | MPC                           |
| 471133            | 2010 EC9   | 4 mar 2010  | WISE            | WISE                                                | —         | MPC                           |
| 471134            | 2010 ET21  | 5 mar 2010  | Catalina        | CSS                                                 | —         | MPC                           |
| 471135            | 2010 ER25  | 10 mar 2010 | WISE            | WISE                                                | —         | MPC                           |
| 471136            | 2010 EO65  | 9 mar 2010  | La Silla        | D. L. Rabinowitz, S. Tourtellotte                   | —         | MPC                           |
| 471137            | 2010 ET65  | 13 mar 2010 | La Silla        | D. L. Rabinowitz, S. Tourtellotte                   | —         | MPC                           |
| 471138            | 2010 EY69  | 13 mar 2010 | Siding Spring   | SSS                                                 | —         | MPC                           |
| 471139            | 2010 EK100 | 14 fev 2010 | Kitt Peak       | Spacewatch                                          | Juno      | MPC                           |
| 471140            | 2010 EX104 | 16 fev 2010 | Siding Spring   | SSS                                                 | —         | MPC                           |
| 471141            | 2010 ED111 | 13 mar 2010 | Kitt Peak       | Spacewatch                                          | —         | MPC                           |
| 471142            | 2010 ET123 | 16 fev 2010 | Kitt Peak       | Spacewatch                                          | —         | MPC                           |
| 471143            | 2010 EK139 | 13 mar 2010 | Las Campanas    | A. Udalski, S. S. Sheppard, M. Kubiak, C. Trujillo  | Pallas    | MPC                           |
| 471144            | 2010 FY    | 20 mai 2006 | Mount Lemmon    | Mount Lemmon Survey                                 | Themis    | MPC                           |
| 471145            | 2010 FD1   | 19 fev 2010 | Catalina        | CSS                                                 | —         | MPC                           |
| 471146            | 2010 FY2   | 16 mar 2010 | Mount Lemmon    | Mount Lemmon Survey                                 | —         | MPC                           |
| 471147            | 2010 FA12  | 16 mar 2010 | Kitt Peak       | Spacewatch                                          | —         | MPC                           |
| 471148            | 2010 FL26  | 16 fev 2010 | Mount Lemmon    | Mount Lemmon Survey                                 | —         | MPC                           |
| 471149            | 2010 FB49  | 17 mar 2010 | La Silla        | D. L. Rabinowitz, S. Tourtellotte                   | —         | MPC                           |
| 471150            | 2010 FC49  | 18 mar 2010 | La Silla        | D. L. Rabinowitz, S. Tourtellotte                   | —         | MPC                           |
| 471151            | 2010 FD49  | 19 mar 2010 | La Silla        | D. L. Rabinowitz, S. Tourtellotte                   | Pallas    | MPC                           |
| 471152            | 2010 FE49  | 19 mar 2010 | La Silla        | D. L. Rabinowitz, S. Tourtellotte                   | —         | MPC                           |
| 471153            | 2010 FV56  | 16 mar 2010 | Kitt Peak       | Spacewatch                                          | —         | MPC                           |
| 471154            | 2010 FQ88  | 18 mar 2010 | Kitt Peak       | Spacewatch                                          | —         | MPC                           |
| 471155            | 2010 GF65  | 14 abr 2010 | La Silla        | D. L. Rabinowitz, S. Tourtellotte                   | —         | MPC                           |
| 471156            | 2010 GZ73  | 14 abr 2010 | WISE            | WISE                                                | —         | MPC                           |
| 471157            | 2010 GS97  | 8 abr 2010  | Kitt Peak       | Spacewatch                                          | —         | MPC                           |
| 471158            | 2010 GQ110 | 9 abr 2010  | Mount Lemmon    | Mount Lemmon Survey                                 | —         | MPC                           |
| 471159            | 2010 GK153 | 15 abr 2010 | WISE            | WISE                                                | —         | MPC                           |
| 471160            | 2010 GK173 | 7 out 2008  | Mount Lemmon    | Mount Lemmon Survey                                 | —         | MPC                           |
| 471161            | 2010 HM13  | 17 abr 2010 | WISE            | WISE                                                | —         | MPC                           |
| 471162            | 2010 HO37  | 1 jun 2005  | Mount Lemmon    | Mount Lemmon Survey                                 | —         | MPC                           |
| 471163            | 2010 HD57  | 25 abr 2010 | WISE            | WISE                                                | —         | MPC                           |
| 471164            | 2010 HZ57  | 25 abr 2010 | WISE            | WISE                                                | —         | MPC                           |
| 471165            | 2010 HE79  | 21 abr 2010 | Las Campanas    | S. S. Sheppard, R. Poleski, A. Udalski, C. Trujillo | —         | MPC                           |
| 471166            | 2010 HK107 | 26 abr 2010 | Mount Lemmon    | Mount Lemmon Survey                                 | Brangane  | MPC                           |
| 471167            | 2010 HF109 | 25 abr 2010 | Mount Lemmon    | Mount Lemmon Survey                                 | —         | MPC                           |
| 471168            | 2010 JU3   | 1 mai 2010  | WISE            | WISE                                                | —         | MPC                           |
| 471169            | 2010 JZ22  | 4 mai 2010  | WISE            | WISE                                                | —         | MPC                           |
| 471170            | 2010 JE45  | 18 set 2006 | Kitt Peak       | Spacewatch                                          | —         | MPC                           |
| 471171            | 2010 JT47  | 3 mai 2010  | Kitt Peak       | Spacewatch                                          | —         | MPC                           |
| 471172            | 2010 JC80  | 12 mai 2010 | La Silla        | D. L. Rabinowitz, S. Tourtellotte                   | Pallas    | MPC                           |
| 471173            | 2010 JR84  | 24 jan 2010 | WISE            | WISE                                                | —         | MPC                           |
| 471174            | 2010 JZ113 | 17 fev 2004 | Kitt Peak       | Spacewatch                                          | —         | MPC                           |
| 471175            | 2010 JY131 | 13 mai 2010 | WISE            | WISE                                                | —         | MPC                           |
| 471176            | 2010 JW151 | 20 abr 2010 | Kitt Peak       | Spacewatch                                          | —         | MPC                           |
| 471177            | 2010 JP155 | 9 mai 2010  | Mount Lemmon    | Mount Lemmon Survey                                 | —         | MPC                           |
| 471178            | 2010 JW157 | 13 mai 2010 | Kitt Peak       | Spacewatch                                          | Brangane  | MPC                           |
| 471179            | 2010 KW20  | 17 mai 2010 | WISE            | WISE                                                | —         | MPC                           |
| 471180            | 2010 KF23  | 18 mai 2010 | WISE            | WISE                                                | —         | MPC                           |
| 471181            | 2010 KM35  | 19 mai 2010 | WISE            | WISE                                                | —         | MPC                           |
| 471182            | 2010 LD33  | 22 set 2004 | Anderson Mesa   | LONEOS                                              | —         | MPC                           |
| 471183            | 2010 LE61  | 24 fev 2010 | WISE            | WISE                                                | —         | MPC                           |
| 471184            | 2010 LT62  | 3 jul 2005  | Mount Lemmon    | Mount Lemmon Survey                                 | —         | MPC                           |
| 471185            | 2010 LH68  | 25 fev 2007 | Catalina        | CSS                                                 | —         | MPC                           |
| 471186            | 2010 MH80  | 1 jan 2009  | Kitt Peak       | Spacewatch                                          | —         | MPC                           |
| 471187            | 2010 ND5   | 19 mar 2009 | Kitt Peak       | Spacewatch                                          | —         | MPC                           |
| 471188            | 2010 NT13  | 2 jul 2010  | WISE            | WISE                                                | —         | MPC                           |
| 471189            | 2010 NZ13  | 2 jul 2010  | WISE            | WISE                                                | —         | MPC                           |
| 471190            | 2010 NQ56  | 10 jul 2010 | WISE            | WISE                                                | —         | MPC                           |
| 471191            | 2010 NJ83  | 1 jul 2010  | WISE            | WISE                                                | —         | MPC                           |
| 471192            | 2010 ND118 | 24 mai 2010 | Mount Lemmon    | Mount Lemmon Survey                                 | —         | MPC                           |
| 471193            | 2010 OC74  | 1 fev 2010  | WISE            | WISE                                                | —         | MPC                           |
| 471194            | 2010 OM107 | 3 fev 2010  | WISE            | WISE                                                | —         | MPC                           |
| 471195            | 2010 PS46  | 20 mar 2007 | Kitt Peak       | Spacewatch                                          | —         | MPC                           |
| 471196            | 2010 PK66  | 14 ago 2010 | La Silla        | D. L. Rabinowitz, M. E. Schwamb, S. Tourtellotte    | —         | MPC                           |
| 471197            | 2010 RT59  | 15 set 2007 | Mount Lemmon    | Mount Lemmon Survey                                 | —         | MPC                           |
| 471198            | 2010 SM    | 4 set 2010  | Kitt Peak       | Spacewatch                                          | —         | MPC                           |
| 471199            | 2010 SC19  | 15 set 2007 | Mount Lemmon    | Mount Lemmon Survey                                 | —         | MPC                           |
| 471200            | 2010 SB23  | 28 set 1997 | Kitt Peak       | Spacewatch                                          | —         | MPC                           |

## 471201–471300
| Designação | Designação | Descoberta  | Descoberta       | Descobridor(es)                                  | Categoria | Mais informações / Referência |
| Permanente | Provisória | Data        | Local            | Descobridor(es)                                  | Categoria | Mais informações / Referência |
| ---------- | ---------- | ----------- | ---------------- | ------------------------------------------------ | --------- | ----------------------------- |
| 471201     | 2010 TF7   | 11 set 2010 | Kitt Peak        | Spacewatch                                       | —         | MPC                           |
| 471202     | 2010 TS13  | 14 set 2010 | Kitt Peak        | Spacewatch                                       | Brangane  | MPC                           |
| 471203     | 2010 TJ75  | 10 set 2010 | Kitt Peak        | Spacewatch                                       | —         | MPC                           |
| 471204     | 2010 TN144 | 16 set 2010 | Mount Lemmon     | Mount Lemmon Survey                              | —         | MPC                           |
| 471205     | 2010 TX161 | 14 dez 2007 | Kitt Peak        | Spacewatch                                       | —         | MPC                           |
| 471206     | 2010 UT9   | 17 out 2010 | Mount Lemmon     | Mount Lemmon Survey                              | —         | MPC                           |
| 471207     | 2010 UP26  | 15 jan 2008 | Mount Lemmon     | Mount Lemmon Survey                              | —         | MPC                           |
| 471208     | 2010 UU56  | 29 out 2010 | Kitt Peak        | Spacewatch                                       | —         | MPC                           |
| 471209     | 2010 UK106 | 14 nov 1999 | Socorro          | LINEAR                                           | —         | MPC                           |
| 471210     | 2010 VW11  | 3 nov 2010  | La Silla         | D. L. Rabinowitz, M. E. Schwamb, S. Tourtellotte | —         | MPC                           |
| 471211     | 2010 VE13  | 1 nov 2010  | Kitt Peak        | Spacewatch                                       | —         | MPC                           |
| 471212     | 2010 VE37  | 4 nov 2010  | Socorro          | LINEAR                                           | —         | MPC                           |
| 471213     | 2010 VQ88  | 16 dez 2007 | Mount Lemmon     | Mount Lemmon Survey                              | —         | MPC                           |
| 471214     | 2010 VT112 | 7 nov 2010  | Kitt Peak        | Spacewatch                                       | Vesta     | MPC                           |
| 471215     | 2010 VM115 | 16 nov 2009 | Mount Lemmon     | Mount Lemmon Survey                              | Vesta     | MPC                           |
| 471216     | 2010 VT162 | 10 nov 2010 | Kitt Peak        | Spacewatch                                       | —         | MPC                           |
| 471217     | 2010 VJ178 | 11 nov 2010 | Mount Lemmon     | Mount Lemmon Survey                              | —         | MPC                           |
| 471218     | 2010 VX205 | 31 out 2010 | Kitt Peak        | Spacewatch                                       | —         | MPC                           |
| 471219     | 2010 WS9   | 8 nov 2010  | Kitt Peak        | Spacewatch                                       | —         | MPC                           |
| 471220     | 2010 WX27  | 18 ago 2003 | Campo Imperatore | CINEOS                                           | —         | MPC                           |
| 471221     | 2010 WH29  | 29 out 2010 | Mount Lemmon     | Mount Lemmon Survey                              | —         | MPC                           |
| 471222     | 2010 XN44  | 30 mar 2008 | Catalina         | CSS                                              | —         | MPC                           |
| 471223     | 2010 XJ46  | 3 jul 2005  | Mount Lemmon     | Mount Lemmon Survey                              | —         | MPC                           |
| 471224     | 2010 XO64  | 31 out 2010 | Kitt Peak        | Spacewatch                                       | —         | MPC                           |
| 471225     | 2011 AZ8   | 14 dez 2010 | Mount Lemmon     | Mount Lemmon Survey                              | —         | MPC                           |
| 471226     | 2011 AT12  | 11 dez 2010 | Mount Lemmon     | Mount Lemmon Survey                              | —         | MPC                           |
| 471227     | 2011 AE14  | 8 jan 2011  | Mount Lemmon     | Mount Lemmon Survey                              | —         | MPC                           |
| 471228     | 2011 AG16  | 4 jan 2011  | Catalina         | CSS                                              | —         | MPC                           |
| 471229     | 2011 AX24  | 12 out 2010 | Kitt Peak        | Spacewatch                                       | —         | MPC                           |
| 471230     | 2011 AK31  | 17 set 2009 | Catalina         | CSS                                              | —         | MPC                           |
| 471231     | 2011 AV36  | 12 jan 2011 | Mount Lemmon     | Mount Lemmon Survey                              | —         | MPC                           |
| 471232     | 2011 AS44  | 21 out 2006 | Kitt Peak        | Spacewatch                                       | —         | MPC                           |
| 471233     | 2011 AF52  | 14 jan 2011 | Kitt Peak        | Spacewatch                                       | —         | MPC                           |
| 471234     | 2011 AO56  | 10 jan 2011 | Kitt Peak        | Spacewatch                                       | —         | MPC                           |
| 471235     | 2011 AQ56  | 8 dez 2010  | Mount Lemmon     | Mount Lemmon Survey                              | —         | MPC                           |
| 471236     | 2011 AV70  | 6 dez 2010  | Mount Lemmon     | Mount Lemmon Survey                              | —         | MPC                           |
| 471237     | 2011 AC72  | 3 jan 2011  | Mount Lemmon     | Mount Lemmon Survey                              | —         | MPC                           |
| 471238     | 2011 BF    | 16 jan 2011 | Mount Lemmon     | Mount Lemmon Survey                              | —         | MPC                           |
| 471239     | 2011 BN15  | 2 dez 2010  | Kitt Peak        | Spacewatch                                       | —         | MPC                           |
| 471240     | 2011 BT15  | 24 jan 2011 | Haleakala        | Pan-STARRS                                       | —         | MPC                           |
| 471241     | 2011 BX18  | 26 jan 2011 | Mount Lemmon     | Mount Lemmon Survey                              | —         | MPC                           |
| 471242     | 2011 BT23  | 14 jan 2011 | Kitt Peak        | Spacewatch                                       | —         | MPC                           |
| 471243     | 2011 BU27  | 25 jan 2011 | Kitt Peak        | Spacewatch                                       | —         | MPC                           |
| 471244     | 2011 BU38  | 28 jan 2011 | Mount Lemmon     | Mount Lemmon Survey                              | Phocaea   | MPC                           |
| 471245     | 2011 BO60  | 25 jan 2011 | Mount Lemmon     | Mount Lemmon Survey                              | —         | MPC                           |
| 471246     | 2011 BC61  | 16 jan 2011 | Mount Lemmon     | Mount Lemmon Survey                              | —         | MPC                           |
| 471247     | 2011 BT74  | 15 nov 2006 | Catalina         | CSS                                              | Flora     | MPC                           |
| 471248     | 2011 BG89  | 29 dez 2003 | Kitt Peak        | Spacewatch                                       | —         | MPC                           |
| 471249     | 2011 BN90  | 13 jan 2011 | Kitt Peak        | Spacewatch                                       | —         | MPC                           |
| 471250     | 2011 BG93  | 28 jan 2011 | Mount Lemmon     | Mount Lemmon Survey                              | —         | MPC                           |
| 471251     | 2011 BG94  | 21 out 2006 | Kitt Peak        | Spacewatch                                       | —         | MPC                           |
| 471252     | 2011 BD138 | 22 set 2009 | Kitt Peak        | Spacewatch                                       | —         | MPC                           |
| 471253     | 2011 BB149 | 1 abr 2008  | Kitt Peak        | Spacewatch                                       | —         | MPC                           |
| 471254     | 2011 CM    | 28 jan 2011 | Catalina         | CSS                                              | —         | MPC                           |
| 471255     | 2011 CZ10  | 17 set 2009 | Mount Lemmon     | Mount Lemmon Survey                              | —         | MPC                           |
| 471256     | 2011 CU16  | 24 jan 2011 | Mount Lemmon     | Mount Lemmon Survey                              | —         | MPC                           |
| 471257     | 2011 CW49  | 28 jan 2011 | Mount Lemmon     | Mount Lemmon Survey                              | —         | MPC                           |
| 471258     | 2011 CE63  | 12 jan 2011 | Kitt Peak        | Spacewatch                                       | —         | MPC                           |
| 471259     | 2011 CX66  | 12 jan 2011 | Mount Lemmon     | Mount Lemmon Survey                              | —         | MPC                           |
| 471260     | 2011 CR67  | 13 jan 2011 | Kitt Peak        | Spacewatch                                       | —         | MPC                           |
| 471261     | 2011 CV86  | 29 jan 2011 | Kitt Peak        | Spacewatch                                       | —         | MPC                           |
| 471262     | 2011 DT5   | 30 jan 2011 | Kitt Peak        | Spacewatch                                       | Mitidika  | MPC                           |
| 471263     | 2011 DB14  | 8 mai 2008  | Kitt Peak        | Spacewatch                                       | —         | MPC                           |
| 471264     | 2011 DY39  | 25 fev 2011 | Mount Lemmon     | Mount Lemmon Survey                              | —         | MPC                           |
| 471265     | 2011 DN42  | 25 fev 2011 | Mount Lemmon     | Mount Lemmon Survey                              | —         | MPC                           |
| 471266     | 2011 EV38  | 2 mar 2011  | Kitt Peak        | Spacewatch                                       | —         | MPC                           |
| 471267     | 2011 EO43  | 15 mar 2007 | Mount Lemmon     | Mount Lemmon Survey                              | —         | MPC                           |
| 471268     | 2011 EP71  | 2 mar 2011  | Kitt Peak        | Spacewatch                                       | —         | MPC                           |
| 471269     | 2011 EG86  | 9 jun 2007  | Kitt Peak        | Spacewatch                                       | —         | MPC                           |
| 471270     | 2011 FU3   | 10 jan 2002 | Cima Ekar        | ADAS                                             | —         | MPC                           |
| 471271     | 2011 FZ6   | 4 jul 1995  | Kitt Peak        | Spacewatch                                       | —         | MPC                           |
| 471272     | 2011 FY9   | 27 mar 2011 | La Silla         | La Silla Obs.                                    | —         | MPC                           |
| 471273     | 2011 FU10  | 13 mar 2007 | Mount Lemmon     | Mount Lemmon Survey                              | —         | MPC                           |
| 471274     | 2011 FG17  | 15 mar 2004 | Kitt Peak        | Spacewatch                                       | —         | MPC                           |
| 471275     | 2011 FX30  | 27 mar 2011 | Kitt Peak        | Spacewatch                                       | —         | MPC                           |
| 471276     | 2011 FT33  | 28 mar 2011 | Mount Lemmon     | Mount Lemmon Survey                              | —         | MPC                           |
| 471277     | 2011 FX33  | 28 mar 2011 | Mount Lemmon     | Mount Lemmon Survey                              | —         | MPC                           |
| 471278     | 2011 FC58  | 25 fev 2011 | Mount Lemmon     | Mount Lemmon Survey                              | —         | MPC                           |
| 471279     | 2011 FD65  | 30 mar 2011 | Mount Lemmon     | Mount Lemmon Survey                              | —         | MPC                           |
| 471280     | 2011 FU71  | 11 set 2007 | Kitt Peak        | Spacewatch                                       | —         | MPC                           |
| 471281     | 2011 FT97  | 29 mar 2011 | Mount Lemmon     | Mount Lemmon Survey                              | —         | MPC                           |
| 471282     | 2011 FG98  | 11 mar 2011 | Kitt Peak        | Spacewatch                                       | —         | MPC                           |
| 471283     | 2011 FH105 | 25 fev 2011 | Kitt Peak        | Spacewatch                                       | —         | MPC                           |
| 471284     | 2011 GX2   | 14 mar 2011 | Catalina         | CSS                                              | —         | MPC                           |
| 471285     | 2011 GW4   | 14 mai 2007 | Catalina         | CSS                                              | —         | MPC                           |
| 471286     | 2011 GU7   | 11 mar 2011 | Mount Lemmon     | Mount Lemmon Survey                              | —         | MPC                           |
| 471287     | 2011 GA26  | 19 abr 2007 | Mount Lemmon     | Mount Lemmon Survey                              | —         | MPC                           |
| 471288     | 2011 GM27  | 2 abr 2011  | La Silla         | La Silla Obs.                                    | —         | MPC                           |
| 471289     | 2011 GJ34  | 3 set 2008  | Kitt Peak        | Spacewatch                                       | —         | MPC                           |
| 471290     | 2011 GX34  | 11 mar 2011 | Mount Lemmon     | Mount Lemmon Survey                              | —         | MPC                           |
| 471291     | 2011 GV60  | 26 mar 2011 | Mount Lemmon     | Mount Lemmon Survey                              | —         | MPC                           |
| 471292     | 2011 GJ64  | 5 abr 2011  | Catalina         | CSS                                              | —         | MPC                           |
| 471293     | 2011 GW64  | 26 mar 2011 | Mount Lemmon     | Mount Lemmon Survey                              | —         | MPC                           |
| 471294     | 2011 GK70  | 28 mar 2011 | Kitt Peak        | Spacewatch                                       | —         | MPC                           |
| 471295     | 2011 GK74  | 13 abr 2011 | Kitt Peak        | Spacewatch                                       | —         | MPC                           |
| 471296     | 2011 GP83  | 13 mai 2007 | Mount Lemmon     | Mount Lemmon Survey                              | —         | MPC                           |
| 471297     | 2011 GM85  | 2 set 2008  | Kitt Peak        | Spacewatch                                       | —         | MPC                           |
| 471298     | 2011 HD3   | 26 mar 2011 | Mount Lemmon     | Mount Lemmon Survey                              | —         | MPC                           |
| 471299     | 2011 HM11  | 22 abr 2011 | Kitt Peak        | Spacewatch                                       | —         | MPC                           |
| 471300     | 2011 HZ12  | 23 abr 2011 | Kitt Peak        | Spacewatch                                       | —         | MPC                           |

## 471301–471400
| Designação | Designação | Descoberta  | Descoberta    | Descobridor(es)     | Categoria | Mais informações / Referência |
| Permanente | Provisória | Data        | Local         | Descobridor(es)     | Categoria | Mais informações / Referência |
| ---------- | ---------- | ----------- | ------------- | ------------------- | --------- | ----------------------------- |
| 471301     | 2011 HS20  | 30 jan 2006 | Kitt Peak     | Spacewatch          | —         | MPC                           |
| 471302     | 2011 HS30  | 24 dez 2005 | Kitt Peak     | Spacewatch          | —         | MPC                           |
| 471303     | 2011 HS36  | 4 fev 2006  | Mount Lemmon  | Mount Lemmon Survey | —         | MPC                           |
| 471304     | 2011 HZ53  | 12 mar 2011 | Mount Lemmon  | Mount Lemmon Survey | —         | MPC                           |
| 471305     | 2011 HL56  | 11 fev 2011 | Mount Lemmon  | Mount Lemmon Survey | —         | MPC                           |
| 471306     | 2011 HE67  | 23 abr 2011 | Kitt Peak     | Spacewatch          | —         | MPC                           |
| 471307     | 2011 HM72  | 22 abr 2011 | Kitt Peak     | Spacewatch          | —         | MPC                           |
| 471308     | 2011 HK73  | 2 abr 2011  | Kitt Peak     | Spacewatch          | —         | MPC                           |
| 471309     | 2011 HO79  | 24 mar 2003 | Kitt Peak     | Spacewatch          | —         | MPC                           |
| 471310     | 2011 HZ82  | 27 mar 2011 | Kitt Peak     | Spacewatch          | —         | MPC                           |
| 471311     | 2011 HA85  | 10 set 2007 | Kitt Peak     | Spacewatch          | —         | MPC                           |
| 471312     | 2011 HA88  | 31 jan 2006 | Kitt Peak     | Spacewatch          | —         | MPC                           |
| 471313     | 2011 HU88  | 5 jan 2006  | Kitt Peak     | Spacewatch          | —         | MPC                           |
| 471314     | 2011 HR90  | 26 abr 2007 | Mount Lemmon  | Mount Lemmon Survey | —         | MPC                           |
| 471315     | 2011 JL9   | 5 mai 2011  | Kitt Peak     | Spacewatch          | —         | MPC                           |
| 471316     | 2011 JQ20  | 3 mai 2011  | Mount Lemmon  | Mount Lemmon Survey | —         | MPC                           |
| 471317     | 2011 JJ28  | 1 nov 2008  | Mount Lemmon  | Mount Lemmon Survey | —         | MPC                           |
| 471318     | 2011 JF31  | 3 mai 2011  | La Silla      | La Silla Obs.       | —         | MPC                           |
| 471319     | 2011 KS1   | 15 fev 2010 | Kitt Peak     | Spacewatch          | Ino       | MPC                           |
| 471320     | 2011 KQ2   | 19 nov 2008 | Mount Lemmon  | Mount Lemmon Survey | —         | MPC                           |
| 471321     | 2011 KG6   | 1 abr 2010  | WISE          | WISE                | —         | MPC                           |
| 471322     | 2011 KU6   | 27 out 2008 | Mount Lemmon  | Mount Lemmon Survey | —         | MPC                           |
| 471323     | 2011 KW15  | 26 mai 2011 | Siding Spring | SSS                 | —         | MPC                           |
| 471324     | 2011 KE16  | 21 jun 2007 | Kitt Peak     | Spacewatch          | Phocaea   | MPC                           |
| 471325     | 2011 KT19  | 31 mai 2011 | Mount Lemmon  | Mount Lemmon Survey | —         | MPC                           |
| 471326     | 2011 KJ21  | 1 mai 2010  | WISE          | WISE                | —         | MPC                           |
| 471327     | 2011 KJ23  | 18 dez 2009 | Mount Lemmon  | Mount Lemmon Survey | Phocaea   | MPC                           |
| 471328     | 2011 KH34  | 20 abr 2006 | Kitt Peak     | Spacewatch          | —         | MPC                           |
| 471329     | 2011 KG36  | 18 jan 1998 | Kitt Peak     | Spacewatch          | Phocaea   | MPC                           |
| 471330     | 2011 KH45  | 22 mai 2011 | Mount Lemmon  | Mount Lemmon Survey | —         | MPC                           |
| 471331     | 2011 LR7   | 24 abr 2011 | Kitt Peak     | Spacewatch          | —         | MPC                           |
| 471332     | 2011 LD10  | 26 abr 2011 | Mount Lemmon  | Mount Lemmon Survey | —         | MPC                           |
| 471333     | 2011 LJ15  | 13 set 1998 | Kitt Peak     | Spacewatch          | —         | MPC                           |
| 471334     | 2011 LE27  | 12 jun 2011 | Mount Lemmon  | Mount Lemmon Survey | —         | MPC                           |
| 471335     | 2011 OD16  | 25 jul 2011 | Haleakala     | Pan-STARRS          | —         | MPC                           |
| 471336     | 2011 OZ18  | 15 dez 1999 | Kitt Peak     | Spacewatch          | —         | MPC                           |
| 471337     | 2011 OQ21  | 1 abr 2005  | Kitt Peak     | Spacewatch          | —         | MPC                           |
| 471338     | 2011 OY33  | 4 jun 2011  | Mount Lemmon  | Mount Lemmon Survey | —         | MPC                           |
| 471339     | 2011 ON45  | 27 jul 2011 | Haleakala     | Pan-STARRS          | —         | MPC                           |
| 471340     | 2011 OK48  | 3 jan 2009  | Kitt Peak     | Spacewatch          | —         | MPC                           |
| 471341     | 2011 PO15  | 4 out 2006  | Mount Lemmon  | Mount Lemmon Survey | —         | MPC                           |
| 471342     | 2011 QQ    | 23 set 2006 | Kitt Peak     | Spacewatch          | Brangane  | MPC                           |
| 471343     | 2011 QD10  | 21 ago 2006 | Kitt Peak     | Spacewatch          | —         | MPC                           |
| 471344     | 2011 QE22  | 31 mar 2004 | Kitt Peak     | Spacewatch          | —         | MPC                           |
| 471345     | 2011 QG24  | 25 set 2006 | Kitt Peak     | Spacewatch          | —         | MPC                           |
| 471346     | 2011 QP44  | 24 jun 2010 | WISE          | WISE                | —         | MPC                           |
| 471347     | 2011 QU47  | 9 jun 2011  | Mount Lemmon  | Mount Lemmon Survey | —         | MPC                           |
| 471348     | 2011 QU54  | 19 set 2006 | Catalina      | CSS                 | —         | MPC                           |
| 471349     | 2011 QO57  | 29 ago 2011 | Siding Spring | SSS                 | —         | MPC                           |
| 471350     | 2011 QY63  | 14 set 2005 | Kitt Peak     | Spacewatch          | —         | MPC                           |
| 471351     | 2011 QB65  | 16 out 2006 | Catalina      | CSS                 | —         | MPC                           |
| 471352     | 2011 QH78  | 16 set 2006 | Catalina      | CSS                 | —         | MPC                           |
| 471353     | 2011 QE79  | 12 jun 2011 | Mount Lemmon  | Mount Lemmon Survey | —         | MPC                           |
| 471354     | 2011 QO88  | 8 fev 2008  | Kitt Peak     | Spacewatch          | —         | MPC                           |
| 471355     | 2011 QN91  | 26 ago 2011 | Kitt Peak     | Spacewatch          | —         | MPC                           |
| 471356     | 2011 QT94  | 23 out 1995 | Kitt Peak     | Spacewatch          | —         | MPC                           |
| 471357     | 2011 RP8   | 18 dez 2007 | Mount Lemmon  | Mount Lemmon Survey | Brangane  | MPC                           |
| 471358     | 2011 RZ11  | 7 set 2000  | Kitt Peak     | Spacewatch          | —         | MPC                           |
| 471359     | 2011 RE14  | 4 set 2011  | Kitt Peak     | Spacewatch          | —         | MPC                           |
| 471360     | 2011 SL21  | 31 ago 2000 | Socorro       | LINEAR              | —         | MPC                           |
| 471361     | 2011 SL32  | 2 nov 2006  | Mount Lemmon  | Mount Lemmon Survey | —         | MPC                           |
| 471362     | 2011 SD35  | 19 out 2006 | Mount Lemmon  | Mount Lemmon Survey | —         | MPC                           |
| 471363     | 2011 SQ38  | 14 jan 2008 | Kitt Peak     | Spacewatch          | —         | MPC                           |
| 471364     | 2011 ST41  | 17 fev 2010 | WISE          | WISE                | —         | MPC                           |
| 471365     | 2011 SC42  | 20 dez 2007 | Mount Lemmon  | Mount Lemmon Survey | Eos       | MPC                           |
| 471366     | 2011 SX44  | 11 mar 2008 | Mount Lemmon  | Mount Lemmon Survey | —         | MPC                           |
| 471367     | 2011 SD60  | 11 jan 2008 | Kitt Peak     | Spacewatch          | —         | MPC                           |
| 471368     | 2011 SE62  | 4 out 2006  | Mount Lemmon  | Mount Lemmon Survey | —         | MPC                           |
| 471369     | 2011 SF62  | 10 jan 2008 | Kitt Peak     | Spacewatch          | —         | MPC                           |
| 471370     | 2011 SK67  | 16 out 2006 | Catalina      | CSS                 | —         | MPC                           |
| 471371     | 2011 ST72  | 4 set 2000  | Kitt Peak     | Spacewatch          | —         | MPC                           |
| 471372     | 2011 SH74  | 11 jan 2008 | Catalina      | CSS                 | —         | MPC                           |
| 471373     | 2011 SF75  | 31 ago 2005 | Kitt Peak     | Spacewatch          | —         | MPC                           |
| 471374     | 2011 SN84  | 12 abr 2010 | WISE          | WISE                | —         | MPC                           |
| 471375     | 2011 SP87  | 22 set 2011 | Kitt Peak     | Spacewatch          | —         | MPC                           |
| 471376     | 2011 SR89  | 22 set 2011 | Kitt Peak     | Spacewatch          | —         | MPC                           |
| 471377     | 2011 SF99  | 8 abr 2010  | WISE          | WISE                | —         | MPC                           |
| 471378     | 2011 SU99  | 26 set 1995 | Kitt Peak     | Spacewatch          | —         | MPC                           |
| 471379     | 2011 SM104 | 23 set 2011 | Kitt Peak     | Spacewatch          | —         | MPC                           |
| 471380     | 2011 SG109 | 9 fev 2010  | WISE          | WISE                | —         | MPC                           |
| 471381     | 2011 SC116 | 28 out 2006 | Catalina      | CSS                 | —         | MPC                           |
| 471382     | 2011 SW120 | 3 dez 2007  | Kitt Peak     | Spacewatch          | —         | MPC                           |
| 471383     | 2011 SX121 | 18 set 2011 | Mount Lemmon  | Mount Lemmon Survey | —         | MPC                           |
| 471384     | 2011 SC122 | 28 jun 2011 | Mount Lemmon  | Mount Lemmon Survey | —         | MPC                           |
| 471385     | 2011 SR122 | 25 nov 2006 | Kitt Peak     | Spacewatch          | —         | MPC                           |
| 471386     | 2011 SG125 | 30 ago 2005 | Kitt Peak     | Spacewatch          | —         | MPC                           |
| 471387     | 2011 SG126 | 20 set 2011 | Kitt Peak     | Spacewatch          | —         | MPC                           |
| 471388     | 2011 SQ126 | 28 fev 2008 | Mount Lemmon  | Mount Lemmon Survey | —         | MPC                           |
| 471389     | 2011 SQ128 | 23 set 2011 | Kitt Peak     | Spacewatch          | Hygiea    | MPC                           |
| 471390     | 2011 ST129 | 6 out 2005  | Mount Lemmon  | Mount Lemmon Survey | —         | MPC                           |
| 471391     | 2011 SV133 | 31 mar 2008 | Kitt Peak     | Spacewatch          | —         | MPC                           |
| 471392     | 2011 SQ134 | 23 set 2011 | Kitt Peak     | Spacewatch          | —         | MPC                           |
| 471393     | 2011 SP143 | 12 out 2006 | Kitt Peak     | Spacewatch          | —         | MPC                           |
| 471394     | 2011 SJ145 | 23 fev 2003 | Kitt Peak     | Spacewatch          | Brangane  | MPC                           |
| 471395     | 2011 SD165 | 27 set 2006 | Mount Lemmon  | Mount Lemmon Survey | —         | MPC                           |
| 471396     | 2011 SN165 | 21 set 2011 | Catalina      | CSS                 | —         | MPC                           |
| 471397     | 2011 SR165 | 21 set 2011 | Catalina      | CSS                 | —         | MPC                           |
| 471398     | 2011 SA166 | 9 fev 2003  | Kitt Peak     | Spacewatch          | —         | MPC                           |
| 471399     | 2011 SN166 | 26 set 2011 | Mount Lemmon  | Mount Lemmon Survey | —         | MPC                           |
| 471400     | 2011 SQ169 | 25 nov 2006 | Mount Lemmon  | Mount Lemmon Survey | —         | MPC                           |

## 471401–471500
| Designação | Designação | Descoberta  | Descoberta    | Descobridor(es)     | Categoria | Mais informações / Referência |
| Permanente | Provisória | Data        | Local         | Descobridor(es)     | Categoria | Mais informações / Referência |
| ---------- | ---------- | ----------- | ------------- | ------------------- | --------- | ----------------------------- |
| 471401     | 2011 SV171 | 30 set 2005 | Mount Lemmon  | Mount Lemmon Survey | Brangane  | MPC                           |
| 471402     | 2011 SZ172 | 28 set 2011 | Mount Lemmon  | Mount Lemmon Survey | —         | MPC                           |
| 471403     | 2011 SP181 | 22 set 2011 | Kitt Peak     | Spacewatch          | —         | MPC                           |
| 471404     | 2011 SO188 | 26 out 2000 | Kitt Peak     | Spacewatch          | —         | MPC                           |
| 471405     | 2011 SP188 | 17 dez 2007 | Kitt Peak     | Spacewatch          | —         | MPC                           |
| 471406     | 2011 SU190 | 22 out 2003 | Kitt Peak     | Spacewatch          | —         | MPC                           |
| 471407     | 2011 SS217 | 20 out 2006 | Kitt Peak     | Spacewatch          | —         | MPC                           |
| 471408     | 2011 SN222 | 23 set 2011 | Kitt Peak     | Spacewatch          | —         | MPC                           |
| 471409     | 2011 SM223 | 11 nov 2006 | Mount Lemmon  | Mount Lemmon Survey | —         | MPC                           |
| 471410     | 2011 SH226 | 5 nov 2007  | Kitt Peak     | Spacewatch          | —         | MPC                           |
| 471411     | 2011 SN259 | 17 abr 2010 | WISE          | WISE                | —         | MPC                           |
| 471412     | 2011 SR273 | 3 ago 2010  | WISE          | WISE                | —         | MPC                           |
| 471413     | 2011 SB274 | 3 fev 2008  | Kitt Peak     | Spacewatch          | —         | MPC                           |
| 471414     | 2011 SG275 | 19 fev 2009 | Kitt Peak     | Spacewatch          | —         | MPC                           |
| 471415     | 2011 SB276 | 17 jan 2008 | Mount Lemmon  | Mount Lemmon Survey | —         | MPC                           |
| 471416     | 2011 TL2   | 22 out 2006 | Kitt Peak     | Spacewatch          | Hygiea    | MPC                           |
| 471417     | 2011 TV15  | 2 fev 2008  | Mount Lemmon  | Mount Lemmon Survey | —         | MPC                           |
| 471418     | 2011 TO16  | 3 dez 2007  | Kitt Peak     | Spacewatch          | —         | MPC                           |
| 471419     | 2011 TJ17  | 11 abr 2003 | Kitt Peak     | Spacewatch          | —         | MPC                           |
| 471420     | 2011 UL7   | 18 out 2011 | Mount Lemmon  | Mount Lemmon Survey | —         | MPC                           |
| 471421     | 2011 UH8   | 18 out 2011 | Mount Lemmon  | Mount Lemmon Survey | —         | MPC                           |
| 471422     | 2011 UP9   | 8 ago 1999  | Kitt Peak     | Spacewatch          | —         | MPC                           |
| 471423     | 2011 UY28  | 1 mar 2008  | Kitt Peak     | Spacewatch          | —         | MPC                           |
| 471424     | 2011 UZ31  | 11 fev 2008 | Mount Lemmon  | Mount Lemmon Survey | —         | MPC                           |
| 471425     | 2011 UC39  | 16 out 2011 | Kitt Peak     | Spacewatch          | —         | MPC                           |
| 471426     | 2011 UY44  | 12 set 2005 | Kitt Peak     | Spacewatch          | —         | MPC                           |
| 471427     | 2011 UU45  | 2 out 1995  | Kitt Peak     | Spacewatch          | —         | MPC                           |
| 471428     | 2011 UD48  | 14 fev 2008 | Mount Lemmon  | Mount Lemmon Survey | —         | MPC                           |
| 471429     | 2011 UL59  | 22 set 2000 | Socorro       | LINEAR              | —         | MPC                           |
| 471430     | 2011 UO63  | 22 out 2011 | Catalina      | CSS                 | —         | MPC                           |
| 471431     | 2011 UY64  | 16 out 2003 | Kitt Peak     | Spacewatch          | —         | MPC                           |
| 471432     | 2011 UC70  | 10 nov 2006 | Kitt Peak     | Spacewatch          | —         | MPC                           |
| 471433     | 2011 UW83  | 25 mai 2010 | WISE          | WISE                | —         | MPC                           |
| 471434     | 2011 UB92  | 16 nov 2006 | Kitt Peak     | Spacewatch          | Brangane  | MPC                           |
| 471435     | 2011 UQ93  | 18 out 2011 | Mount Lemmon  | Mount Lemmon Survey | —         | MPC                           |
| 471436     | 2011 UV104 | 1 out 2011  | Kitt Peak     | Spacewatch          | —         | MPC                           |
| 471437     | 2011 UV106 | 18 fev 2010 | Mount Lemmon  | Mount Lemmon Survey | —         | MPC                           |
| 471438     | 2011 UB108 | 31 mar 2010 | WISE          | WISE                | —         | MPC                           |
| 471439     | 2011 UA110 | 24 fev 2008 | Mount Lemmon  | Mount Lemmon Survey | Brangane  | MPC                           |
| 471440     | 2011 UL115 | 27 nov 2006 | Kitt Peak     | Spacewatch          | —         | MPC                           |
| 471441     | 2011 UF116 | 16 nov 2006 | Kitt Peak     | Spacewatch          | —         | MPC                           |
| 471442     | 2011 US116 | 1 out 2011  | Kitt Peak     | Spacewatch          | —         | MPC                           |
| 471443     | 2011 UY117 | 1 out 2011  | Kitt Peak     | Spacewatch          | —         | MPC                           |
| 471444     | 2011 UH118 | 26 mar 2010 | WISE          | WISE                | —         | MPC                           |
| 471445     | 2011 UN133 | 24 set 2011 | Mount Lemmon  | Mount Lemmon Survey | —         | MPC                           |
| 471446     | 2011 UH145 | 28 fev 2008 | Kitt Peak     | Spacewatch          | —         | MPC                           |
| 471447     | 2011 UT145 | 25 out 2005 | Kitt Peak     | Spacewatch          | —         | MPC                           |
| 471448     | 2011 UZ145 | 24 out 2011 | Kitt Peak     | Spacewatch          | —         | MPC                           |
| 471449     | 2011 UX153 | 31 jul 2005 | Socorro       | LINEAR              | —         | MPC                           |
| 471450     | 2011 UG159 | 21 out 2011 | Catalina      | CSS                 | —         | MPC                           |
| 471451     | 2011 UD163 | 26 abr 2010 | Mount Lemmon  | Mount Lemmon Survey | Juno      | MPC                           |
| 471452     | 2011 UJ163 | 13 mai 2010 | WISE          | WISE                | —         | MPC                           |
| 471453     | 2011 UK168 | 21 out 2006 | Mount Lemmon  | Mount Lemmon Survey | —         | MPC                           |
| 471454     | 2011 UW172 | 1 mar 2008  | Kitt Peak     | Spacewatch          | —         | MPC                           |
| 471455     | 2011 UY184 | 23 out 2006 | Mount Lemmon  | Mount Lemmon Survey | —         | MPC                           |
| 471456     | 2011 UZ193 | 20 out 2011 | Catalina      | CSS                 | —         | MPC                           |
| 471457     | 2011 UW194 | 12 mar 2008 | Mount Lemmon  | Mount Lemmon Survey | —         | MPC                           |
| 471458     | 2011 UU196 | 7 fev 2002  | Palomar       | NEAT                | Brangane  | MPC                           |
| 471459     | 2011 UA206 | 8 abr 2008  | Mount Lemmon  | Mount Lemmon Survey | —         | MPC                           |
| 471460     | 2011 UH207 | 19 abr 2010 | WISE          | WISE                | —         | MPC                           |
| 471461     | 2011 UZ213 | 1 out 2011  | Kitt Peak     | Spacewatch          | —         | MPC                           |
| 471462     | 2011 UH235 | 23 out 2011 | Kitt Peak     | Spacewatch          | —         | MPC                           |
| 471463     | 2011 UK245 | 23 set 2005 | Kitt Peak     | Spacewatch          | —         | MPC                           |
| 471464     | 2011 UX268 | 10 jan 2008 | Mount Lemmon  | Mount Lemmon Survey | —         | MPC                           |
| 471465     | 2011 UM285 | 12 out 2005 | Kitt Peak     | Spacewatch          | —         | MPC                           |
| 471466     | 2011 UJ306 | 28 set 2011 | Kitt Peak     | Spacewatch          | Brangane  | MPC                           |
| 471467     | 2011 UM309 | 1 dez 2006  | Mount Lemmon  | Mount Lemmon Survey | —         | MPC                           |
| 471468     | 2011 UG323 | 20 set 2011 | Mount Lemmon  | Mount Lemmon Survey | —         | MPC                           |
| 471469     | 2011 UW324 | 20 out 2006 | Mount Lemmon  | Mount Lemmon Survey | —         | MPC                           |
| 471470     | 2011 UJ329 | 7 mai 2010  | WISE          | WISE                | —         | MPC                           |
| 471471     | 2011 UW335 | 22 out 1995 | Kitt Peak     | Spacewatch          | —         | MPC                           |
| 471472     | 2011 UU336 | 8 mai 2005  | Kitt Peak     | Spacewatch          | —         | MPC                           |
| 471473     | 2011 US341 | 8 set 2011  | Kitt Peak     | Spacewatch          | —         | MPC                           |
| 471474     | 2011 UT341 | 9 fev 2008  | Mount Lemmon  | Mount Lemmon Survey | —         | MPC                           |
| 471475     | 2011 UR344 | 19 dez 2007 | Mount Lemmon  | Mount Lemmon Survey | —         | MPC                           |
| 471476     | 2011 UF345 | 1 out 2005  | Mount Lemmon  | Mount Lemmon Survey | —         | MPC                           |
| 471477     | 2011 UO345 | 29 jun 2005 | Kitt Peak     | Spacewatch          | —         | MPC                           |
| 471478     | 2011 UX355 | 20 out 2011 | Mount Lemmon  | Mount Lemmon Survey | —         | MPC                           |
| 471479     | 2011 UN369 | 26 set 2005 | Catalina      | CSS                 | —         | MPC                           |
| 471480     | 2011 UB384 | 14 set 2010 | Mount Lemmon  | Mount Lemmon Survey | —         | MPC                           |
| 471481     | 2011 UP386 | 15 jun 2005 | Mount Lemmon  | Mount Lemmon Survey | —         | MPC                           |
| 471482     | 2011 UG396 | 20 nov 2000 | Anderson Mesa | LONEOS              | —         | MPC                           |
| 471483     | 2011 UB398 | 20 abr 2010 | WISE          | WISE                | —         | MPC                           |
| 471484     | 2011 UW403 | 23 set 2011 | Kitt Peak     | Spacewatch          | —         | MPC                           |
| 471485     | 2011 UH404 | 22 nov 2006 | Mount Lemmon  | Mount Lemmon Survey | —         | MPC                           |
| 471486     | 2011 UM406 | 18 jan 2008 | Kitt Peak     | Spacewatch          | —         | MPC                           |
| 471487     | 2011 VS5   | 3 nov 2011  | Socorro       | LINEAR              | —         | MPC                           |
| 471488     | 2011 VL8   | 19 nov 2003 | Socorro       | LINEAR              | Juno      | MPC                           |
| 471489     | 2011 VM14  | 26 set 2000 | Socorro       | LINEAR              | —         | MPC                           |
| 471490     | 2011 WM10  | 1 set 2005  | Kitt Peak     | Spacewatch          | —         | MPC                           |
| 471491     | 2011 WZ29  | 25 set 2006 | Kitt Peak     | Spacewatch          | —         | MPC                           |
| 471492     | 2011 WW41  | 16 mai 2010 | WISE          | WISE                | —         | MPC                           |
| 471493     | 2011 WN48  | 27 set 2000 | Socorro       | LINEAR              | —         | MPC                           |
| 471494     | 2011 WW111 | 24 set 2006 | Kitt Peak     | Spacewatch          | —         | MPC                           |
| 471495     | 2011 WB112 | 20 abr 2009 | Kitt Peak     | Spacewatch          | —         | MPC                           |
| 471496     | 2011 WN112 | 4 dez 2005  | Kitt Peak     | Spacewatch          | —         | MPC                           |
| 471497     | 2011 WM124 | 27 out 2011 | Mount Lemmon  | Mount Lemmon Survey | —         | MPC                           |
| 471498     | 2011 WB138 | 25 abr 2010 | WISE          | WISE                | —         | MPC                           |
| 471499     | 2011 WO140 | 6 set 2005  | Anderson Mesa | LONEOS              | —         | MPC                           |
| 471500     | 2011 WL153 | 24 set 2008 | Catalina      | CSS                 | —         | MPC                           |

## 471501–471600
| Designação | Designação | Descoberta  | Descoberta    | Descobridor(es)     | Categoria | Mais informações / Referência |
| Permanente | Provisória | Data        | Local         | Descobridor(es)     | Categoria | Mais informações / Referência |
| ---------- | ---------- | ----------- | ------------- | ------------------- | --------- | ----------------------------- |
| 471501     | 2011 YH3   | 5 dez 2003  | Socorro       | LINEAR              | —         | MPC                           |
| 471502     | 2011 YO17  | 18 fev 2004 | Kitt Peak     | Spacewatch          | —         | MPC                           |
| 471503     | 2011 YJ71  | 28 jan 2010 | WISE          | WISE                | Vesta     | MPC                           |
| 471504     | 2012 AL11  | 13 out 2010 | Mount Lemmon  | Mount Lemmon Survey | —         | MPC                           |
| 471505     | 2012 BB11  | 30 set 2005 | Catalina      | CSS                 | —         | MPC                           |
| 471506     | 2012 BF13  | 17 jan 2012 | Socorro       | LINEAR              | —         | MPC                           |
| 471507     | 2012 BQ24  | 19 jan 2012 | Kitt Peak     | Spacewatch          | —         | MPC                           |
| 471508     | 2012 BT47  | 3 mar 2005  | Kitt Peak     | Spacewatch          | —         | MPC                           |
| 471509     | 2012 BR56  | 2 jan 2012  | Kitt Peak     | Spacewatch          | —         | MPC                           |
| 471510     | 2012 BB105 | 26 mar 2008 | Mount Lemmon  | Mount Lemmon Survey | —         | MPC                           |
| 471511     | 2012 BC131 | 29 dez 2008 | Mount Lemmon  | Mount Lemmon Survey | Juno      | MPC                           |
| 471512     | 2012 CG    | 1 fev 2012  | Mount Lemmon  | Mount Lemmon Survey | —         | MPC                           |
| 471513     | 2012 CE17  | 3 fev 2012  | Haleakala     | Pan-STARRS          | —         | MPC                           |
| 471514     | 2012 DO53  | 21 fev 2012 | Kitt Peak     | Spacewatch          | —         | MPC                           |
| 471515     | 2012 DH55  | 2 out 2010  | Kitt Peak     | Spacewatch          | —         | MPC                           |
| 471516     | 2012 DO68  | 23 mar 2006 | Mount Lemmon  | Mount Lemmon Survey | —         | MPC                           |
| 471517     | 2012 DX74  | 10 mar 2002 | Cima Ekar     | ADAS                | —         | MPC                           |
| 471518     | 2012 FX5   | 9 jan 2008  | Mount Lemmon  | Mount Lemmon Survey | Phocaea   | MPC                           |
| 471519     | 2012 FC12  | 16 mar 2012 | Kitt Peak     | Spacewatch          | Mitidika  | MPC                           |
| 471520     | 2012 FA66  | 19 out 2006 | Kitt Peak     | Spacewatch          | —         | MPC                           |
| 471521     | 2012 FT72  | 15 set 2009 | Kitt Peak     | Spacewatch          | —         | MPC                           |
| 471522     | 2012 GR18  | 10 mai 2005 | Kitt Peak     | Spacewatch          | —         | MPC                           |
| 471523     | 2012 GV19  | 19 out 2003 | Kitt Peak     | Spacewatch          | —         | MPC                           |
| 471524     | 2012 GV26  | 12 mar 2005 | Kitt Peak     | Spacewatch          | —         | MPC                           |
| 471525     | 2012 GR34  | 11 mar 2005 | Mount Lemmon  | Mount Lemmon Survey | —         | MPC                           |
| 471526     | 2012 GU39  | 31 dez 2007 | Kitt Peak     | Spacewatch          | —         | MPC                           |
| 471527     | 2012 HS4   | 2 fev 2008  | Kitt Peak     | Spacewatch          | —         | MPC                           |
| 471528     | 2012 HH9   | 19 dez 2007 | Mount Lemmon  | Mount Lemmon Survey | —         | MPC                           |
| 471529     | 2012 HW9   | 13 fev 2008 | Mount Lemmon  | Mount Lemmon Survey | —         | MPC                           |
| 471530     | 2012 HW22  | 1 mar 2012  | Mount Lemmon  | Mount Lemmon Survey | —         | MPC                           |
| 471531     | 2012 HM27  | 28 mar 2012 | Kitt Peak     | Spacewatch          | —         | MPC                           |
| 471532     | 2012 HS57  | 19 mar 2001 | Anderson Mesa | LONEOS              | —         | MPC                           |
| 471533     | 2012 HB58  | 15 mar 2008 | Mount Lemmon  | Mount Lemmon Survey | —         | MPC                           |
| 471534     | 2012 HN63  | 20 abr 2012 | Kitt Peak     | Spacewatch          | —         | MPC                           |
| 471535     | 2012 HT72  | 10 jan 2008 | Mount Lemmon  | Mount Lemmon Survey | —         | MPC                           |
| 471536     | 2012 JS9   | 28 abr 2012 | Mount Lemmon  | Mount Lemmon Survey | —         | MPC                           |
| 471537     | 2012 JS12  | 29 abr 2012 | Mount Lemmon  | Mount Lemmon Survey | —         | MPC                           |
| 471538     | 2012 JZ22  | 4 dez 2007  | Mount Lemmon  | Mount Lemmon Survey | —         | MPC                           |
| 471539     | 2012 JV24  | 16 abr 2012 | Kitt Peak     | Spacewatch          | —         | MPC                           |
| 471540     | 2012 JE34  | 16 ago 2009 | Catalina      | CSS                 | —         | MPC                           |
| 471541     | 2012 JS50  | 3 out 2006  | Mount Lemmon  | Mount Lemmon Survey | —         | MPC                           |
| 471542     | 2012 JD58  | 6 dez 2010  | Mount Lemmon  | Mount Lemmon Survey | —         | MPC                           |
| 471543     | 2012 JE59  | 2 out 2006  | Mount Lemmon  | Mount Lemmon Survey | —         | MPC                           |
| 471544     | 2012 JB65  | 8 abr 2008  | Kitt Peak     | Spacewatch          | —         | MPC                           |
| 471545     | 2012 KC13  | 11 jun 2005 | Catalina      | CSS                 | —         | MPC                           |
| 471546     | 2012 KG31  | 15 mar 2012 | Mount Lemmon  | Mount Lemmon Survey | —         | MPC                           |
| 471547     | 2012 KY49  | 21 mai 2012 | Mount Lemmon  | Mount Lemmon Survey | —         | MPC                           |
| 471548     | 2012 KJ50  | 10 jun 2005 | Kitt Peak     | Spacewatch          | —         | MPC                           |
| 471549     | 2012 KP50  | 14 jun 2008 | Kitt Peak     | Spacewatch          | —         | MPC                           |
| 471550     | 2012 LP4   | 24 mai 2001 | Socorro       | LINEAR              | —         | MPC                           |
| 471551     | 2012 LY16  | 16 set 2009 | Mount Lemmon  | Mount Lemmon Survey | —         | MPC                           |
| 471552     | 2012 LT25  | 12 nov 2005 | Socorro       | LINEAR              | —         | MPC                           |
| 471553     | 2012 NM    | 24 set 2008 | Mount Lemmon  | Mount Lemmon Survey | —         | MPC                           |
| 471554     | 2012 NG1   | 16 fev 2007 | Mount Lemmon  | Mount Lemmon Survey | —         | MPC                           |
| 471555     | 2012 OF1   | 29 mai 2012 | Mount Lemmon  | Mount Lemmon Survey | —         | MPC                           |
| 471556     | 2012 PJ13  | 31 jan 2006 | Mount Lemmon  | Mount Lemmon Survey | —         | MPC                           |
| 471557     | 2012 PH14  | 10 ago 2012 | Kitt Peak     | Spacewatch          | Phocaea   | MPC                           |
| 471558     | 2012 PA18  | 22 set 2008 | Catalina      | CSS                 | —         | MPC                           |
| 471559     | 2012 PZ23  | 16 set 2004 | Socorro       | LINEAR              | —         | MPC                           |
| 471560     | 2012 PZ26  | 10 dez 2005 | Kitt Peak     | Spacewatch          | —         | MPC                           |
| 471561     | 2012 PO30  | 18 jul 2012 | Catalina      | CSS                 | —         | MPC                           |
| 471562     | 2012 PH38  | 28 set 2008 | Catalina      | CSS                 | —         | MPC                           |
| 471563     | 2012 PO39  | 8 jun 2010  | WISE          | WISE                | —         | MPC                           |
| 471564     | 2012 QZ2   | 18 dez 2009 | Kitt Peak     | Spacewatch          | —         | MPC                           |
| 471565     | 2012 QN22  | 14 ago 2012 | Kitt Peak     | Spacewatch          | —         | MPC                           |
| 471566     | 2012 QV24  | 24 ago 2012 | Kitt Peak     | Spacewatch          | —         | MPC                           |
| 471567     | 2012 QO25  | 10 ago 2012 | Kitt Peak     | Spacewatch          | —         | MPC                           |
| 471568     | 2012 QW25  | 23 jan 2010 | WISE          | WISE                | —         | MPC                           |
| 471569     | 2012 QG26  | 18 fev 2010 | Kitt Peak     | Spacewatch          | —         | MPC                           |
| 471570     | 2012 QN27  | 3 set 2008  | Kitt Peak     | Spacewatch          | —         | MPC                           |
| 471571     | 2012 QE33  | 3 set 2008  | Kitt Peak     | Spacewatch          | —         | MPC                           |
| 471572     | 2012 QO41  | 10 dez 2004 | Kitt Peak     | Spacewatch          | —         | MPC                           |
| 471573     | 2012 QZ45  | 30 jan 2006 | Kitt Peak     | Spacewatch          | —         | MPC                           |
| 471574     | 2012 QQ49  | 6 mar 2011  | Kitt Peak     | Spacewatch          | —         | MPC                           |
| 471575     | 2012 QO51  | 25 ago 2012 | Catalina      | CSS                 | —         | MPC                           |
| 471576     | 2012 RD1   | 16 mar 2007 | Mount Lemmon  | Mount Lemmon Survey | —         | MPC                           |
| 471577     | 2012 RV2   | 25 ago 2012 | Mount Lemmon  | Mount Lemmon Survey | Phocaea   | MPC                           |
| 471578     | 2012 RW2   | 8 set 2008  | Catalina      | CSS                 | —         | MPC                           |
| 471579     | 2012 RR3   | 15 set 2004 | Kitt Peak     | Spacewatch          | —         | MPC                           |
| 471580     | 2012 RX3   | 26 set 2008 | Kitt Peak     | Spacewatch          | —         | MPC                           |
| 471581     | 2012 RT6   | 23 jun 2012 | Mount Lemmon  | Mount Lemmon Survey | —         | MPC                           |
| 471582     | 2012 RE9   | 13 jul 2004 | Siding Spring | SSS                 | —         | MPC                           |
| 471583     | 2012 RK13  | 29 jul 2008 | Mount Lemmon  | Mount Lemmon Survey | —         | MPC                           |
| 471584     | 2012 RJ16  | 19 set 1995 | Kitt Peak     | Spacewatch          | —         | MPC                           |
| 471585     | 2012 RM19  | 2 abr 2006  | Kitt Peak     | Spacewatch          | —         | MPC                           |
| 471586     | 2012 RH20  | 8 set 1999  | Socorro       | LINEAR              | —         | MPC                           |
| 471587     | 2012 RU20  | 24 ago 2012 | Kitt Peak     | Spacewatch          | —         | MPC                           |
| 471588     | 2012 RR21  | 26 set 1998 | Socorro       | LINEAR              | —         | MPC                           |
| 471589     | 2012 RK29  | 24 out 2008 | Catalina      | CSS                 | —         | MPC                           |
| 471590     | 2012 RW29  | 6 nov 2008  | Catalina      | CSS                 | —         | MPC                           |
| 471591     | 2012 RV30  | 16 jan 2009 | Mount Lemmon  | Mount Lemmon Survey | —         | MPC                           |
| 471592     | 2012 RB34  | 17 out 1995 | Kitt Peak     | Spacewatch          | —         | MPC                           |
| 471593     | 2012 RW38  | 15 set 2012 | Kitt Peak     | Spacewatch          | —         | MPC                           |
| 471594     | 2012 RM39  | 1 mai 2006  | Catalina      | CSS                 | —         | MPC                           |
| 471595     | 2012 RQ39  | 28 set 2003 | Kitt Peak     | Spacewatch          | —         | MPC                           |
| 471596     | 2012 RZ39  | 30 out 2008 | Catalina      | CSS                 | Phocaea   | MPC                           |
| 471597     | 2012 RB42  | 28 set 1994 | Kitt Peak     | Spacewatch          | —         | MPC                           |
| 471598     | 2012 SH    | 16 set 2003 | Kitt Peak     | Spacewatch          | —         | MPC                           |
| 471599     | 2012 SP3   | 18 nov 2008 | Kitt Peak     | Spacewatch          | —         | MPC                           |
| 471600     | 2012 SY5   | 17 set 2012 | Mount Lemmon  | Mount Lemmon Survey | —         | MPC                           |

## 471601–471700
| Designação | Designação | Descoberta  | Descoberta       | Descobridor(es)     | Categoria | Mais informações / Referência |
| Permanente | Provisória | Data        | Local            | Descobridor(es)     | Categoria | Mais informações / Referência |
| ---------- | ---------- | ----------- | ---------------- | ------------------- | --------- | ----------------------------- |
| 471601     | 2012 SM6   | 15 jan 2005 | Kitt Peak        | Spacewatch          | —         | MPC                           |
| 471602     | 2012 SN11  | 20 out 2008 | Kitt Peak        | Spacewatch          | —         | MPC                           |
| 471603     | 2012 SJ16  | 17 set 2012 | Kitt Peak        | Spacewatch          | —         | MPC                           |
| 471604     | 2012 SV16  | 2 mar 2011  | Mount Lemmon     | Mount Lemmon Survey | —         | MPC                           |
| 471605     | 2012 ST23  | 23 out 2008 | Kitt Peak        | Spacewatch          | —         | MPC                           |
| 471606     | 2012 SR27  | 20 set 2008 | Catalina         | CSS                 | —         | MPC                           |
| 471607     | 2012 SG30  | 3 out 2008  | Mount Lemmon     | Mount Lemmon Survey | —         | MPC                           |
| 471608     | 2012 SP30  | 28 set 2008 | Mount Lemmon     | Mount Lemmon Survey | —         | MPC                           |
| 471609     | 2012 SU33  | 7 set 2008  | Mount Lemmon     | Mount Lemmon Survey | —         | MPC                           |
| 471610     | 2012 SH39  | 2 mar 1997  | Kitt Peak        | Spacewatch          | —         | MPC                           |
| 471611     | 2012 SL39  | 9 out 2004  | Kitt Peak        | Spacewatch          | —         | MPC                           |
| 471612     | 2012 SR45  | 16 mar 2005 | Mount Lemmon     | Mount Lemmon Survey | —         | MPC                           |
| 471613     | 2012 SQ58  | 16 set 2012 | Catalina         | CSS                 | —         | MPC                           |
| 471614     | 2012 SF59  | 30 out 2008 | Mount Lemmon     | Mount Lemmon Survey | —         | MPC                           |
| 471615     | 2012 SK59  | 4 dez 2008  | Mount Lemmon     | Mount Lemmon Survey | —         | MPC                           |
| 471616     | 2012 TZ1   | 22 set 2012 | Kitt Peak        | Spacewatch          | —         | MPC                           |
| 471617     | 2012 TQ3   | 9 out 2008  | Mount Lemmon     | Mount Lemmon Survey | —         | MPC                           |
| 471618     | 2012 TY5   | 6 abr 2005  | Kitt Peak        | Spacewatch          | Brangane  | MPC                           |
| 471619     | 2012 TB13  | 17 fev 2010 | Kitt Peak        | Spacewatch          | Phocaea   | MPC                           |
| 471620     | 2012 TK16  | 25 abr 2007 | Kitt Peak        | Spacewatch          | —         | MPC                           |
| 471621     | 2012 TM16  | 3 mar 2005  | Catalina         | CSS                 | —         | MPC                           |
| 471622     | 2012 TP17  | 13 set 2007 | Mount Lemmon     | Mount Lemmon Survey | —         | MPC                           |
| 471623     | 2012 TF21  | 15 set 2012 | Mount Lemmon     | Mount Lemmon Survey | —         | MPC                           |
| 471624     | 2012 TZ24  | 31 out 2008 | Kitt Peak        | Spacewatch          | —         | MPC                           |
| 471625     | 2012 TB25  | 10 abr 2010 | Mount Lemmon     | Mount Lemmon Survey | —         | MPC                           |
| 471626     | 2012 TS26  | 8 mai 2006  | Mount Lemmon     | Mount Lemmon Survey | —         | MPC                           |
| 471627     | 2012 TD27  | 30 jan 2006 | Kitt Peak        | Spacewatch          | —         | MPC                           |
| 471628     | 2012 TS28  | 6 mar 2011  | Kitt Peak        | Spacewatch          | —         | MPC                           |
| 471629     | 2012 TX32  | 25 set 2012 | Kitt Peak        | Spacewatch          | —         | MPC                           |
| 471630     | 2012 TE35  | 26 set 2012 | Catalina         | CSS                 | —         | MPC                           |
| 471631     | 2012 TJ49  | 19 out 2003 | Kitt Peak        | Spacewatch          | —         | MPC                           |
| 471632     | 2012 TT50  | 23 mar 2006 | Mount Lemmon     | Mount Lemmon Survey | Phocaea   | MPC                           |
| 471633     | 2012 TC54  | 25 out 2008 | Kitt Peak        | Spacewatch          | —         | MPC                           |
| 471634     | 2012 TV55  | 24 set 2008 | Mount Lemmon     | Mount Lemmon Survey | —         | MPC                           |
| 471635     | 2012 TD57  | 29 jan 2009 | Mount Lemmon     | Mount Lemmon Survey | Hanna     | MPC                           |
| 471636     | 2012 TX58  | 3 out 2003  | Kitt Peak        | Spacewatch          | —         | MPC                           |
| 471637     | 2012 TD59  | 25 out 2003 | Kitt Peak        | Spacewatch          | —         | MPC                           |
| 471638     | 2012 TJ60  | 6 out 2008  | Mount Lemmon     | Mount Lemmon Survey | —         | MPC                           |
| 471639     | 2012 TN67  | 21 ago 2003 | Campo Imperatore | CINEOS              | —         | MPC                           |
| 471640     | 2012 TP67  | 8 out 2012  | Mount Lemmon     | Mount Lemmon Survey | —         | MPC                           |
| 471641     | 2012 TD82  | 17 set 2012 | Mount Lemmon     | Mount Lemmon Survey | —         | MPC                           |
| 471642     | 2012 TB84  | 14 set 2007 | Mount Lemmon     | Mount Lemmon Survey | —         | MPC                           |
| 471643     | 2012 TT88  | 18 set 2003 | Kitt Peak        | Spacewatch          | —         | MPC                           |
| 471644     | 2012 TG89  | 17 jan 2005 | Socorro          | LINEAR              | —         | MPC                           |
| 471645     | 2012 TU89  | 23 out 2008 | Kitt Peak        | Spacewatch          | —         | MPC                           |
| 471646     | 2012 TS97  | 21 set 2012 | Kitt Peak        | Spacewatch          | —         | MPC                           |
| 471647     | 2012 TR98  | 26 jan 2009 | Mount Lemmon     | Mount Lemmon Survey | —         | MPC                           |
| 471648     | 2012 TP99  | 21 out 2007 | Mount Lemmon     | Mount Lemmon Survey | —         | MPC                           |
| 471649     | 2012 TN101 | 16 set 2012 | Kitt Peak        | Spacewatch          | —         | MPC                           |
| 471650     | 2012 TR107 | 10 out 2012 | Mount Lemmon     | Mount Lemmon Survey | Phocaea   | MPC                           |
| 471651     | 2012 TW107 | 30 set 2003 | Kitt Peak        | Spacewatch          | —         | MPC                           |
| 471652     | 2012 TE114 | 25 set 2012 | Kitt Peak        | Spacewatch          | —         | MPC                           |
| 471653     | 2012 TL115 | 2 dez 2008  | Kitt Peak        | Spacewatch          | —         | MPC                           |
| 471654     | 2012 TD118 | 29 jul 2008 | Mount Lemmon     | Mount Lemmon Survey | Phocaea   | MPC                           |
| 471655     | 2012 TQ125 | 7 out 1977  | Palomar          | PLS                 | —         | MPC                           |
| 471656     | 2012 TE126 | 12 mar 2010 | Mount Lemmon     | Mount Lemmon Survey | —         | MPC                           |
| 471657     | 2012 TA131 | 7 out 2008  | Mount Lemmon     | Mount Lemmon Survey | —         | MPC                           |
| 471658     | 2012 TK134 | 18 set 2003 | Kitt Peak        | Spacewatch          | —         | MPC                           |
| 471659     | 2012 TV136 | 8 out 2012  | Mount Lemmon     | Mount Lemmon Survey | —         | MPC                           |
| 471660     | 2012 TG137 | 8 out 2012  | Mount Lemmon     | Mount Lemmon Survey | —         | MPC                           |
| 471661     | 2012 TO137 | 13 mar 2011 | Mount Lemmon     | Mount Lemmon Survey | —         | MPC                           |
| 471662     | 2012 TH145 | 24 ago 2008 | Kitt Peak        | Spacewatch          | —         | MPC                           |
| 471663     | 2012 TR148 | 24 out 2008 | Catalina         | CSS                 | Phocaea   | MPC                           |
| 471664     | 2012 TS149 | 8 out 2012  | Mount Lemmon     | Mount Lemmon Survey | —         | MPC                           |
| 471665     | 2012 TZ150 | 28 set 2003 | Kitt Peak        | Spacewatch          | —         | MPC                           |
| 471666     | 2012 TD151 | 19 set 2012 | Mount Lemmon     | Mount Lemmon Survey | —         | MPC                           |
| 471667     | 2012 TQ160 | 8 out 2012  | Mount Lemmon     | Mount Lemmon Survey | —         | MPC                           |
| 471668     | 2012 TR165 | 8 out 2012  | Mount Lemmon     | Mount Lemmon Survey | —         | MPC                           |
| 471669     | 2012 TL166 | 9 fev 2005  | Mount Lemmon     | Mount Lemmon Survey | —         | MPC                           |
| 471670     | 2012 TW166 | 26 abr 2006 | Kitt Peak        | Spacewatch          | —         | MPC                           |
| 471671     | 2012 TY167 | 29 out 2003 | Kitt Peak        | Spacewatch          | —         | MPC                           |
| 471672     | 2012 TK170 | 9 out 2012  | Kitt Peak        | Spacewatch          | —         | MPC                           |
| 471673     | 2012 TT171 | 19 set 2003 | Kitt Peak        | Spacewatch          | Phocaea   | MPC                           |
| 471674     | 2012 TT175 | 25 out 2008 | Kitt Peak        | Spacewatch          | —         | MPC                           |
| 471675     | 2012 TK178 | 19 set 2003 | Kitt Peak        | Spacewatch          | —         | MPC                           |
| 471676     | 2012 TU185 | 15 out 2001 | Socorro          | LINEAR              | —         | MPC                           |
| 471677     | 2012 TM186 | 9 out 2012  | Mount Lemmon     | Mount Lemmon Survey | —         | MPC                           |
| 471678     | 2012 TU187 | 28 out 2008 | Kitt Peak        | Spacewatch          | —         | MPC                           |
| 471679     | 2012 TT189 | 21 dez 2008 | Catalina         | CSS                 | —         | MPC                           |
| 471680     | 2012 TL190 | 24 set 2007 | Kitt Peak        | Spacewatch          | —         | MPC                           |
| 471681     | 2012 TM192 | 21 out 2008 | Kitt Peak        | Spacewatch          | —         | MPC                           |
| 471682     | 2012 TA194 | 28 ago 2012 | Mount Lemmon     | Mount Lemmon Survey | —         | MPC                           |
| 471683     | 2012 TR197 | 4 fev 2006  | Kitt Peak        | Spacewatch          | —         | MPC                           |
| 471684     | 2012 TE198 | 25 set 2007 | Mount Lemmon     | Mount Lemmon Survey | —         | MPC                           |
| 471685     | 2012 TX210 | 24 set 2012 | Kitt Peak        | Spacewatch          | —         | MPC                           |
| 471686     | 2012 TH211 | 21 out 2007 | Mount Lemmon     | Mount Lemmon Survey | —         | MPC                           |
| 471687     | 2012 TR211 | 25 set 2012 | Kitt Peak        | Spacewatch          | —         | MPC                           |
| 471688     | 2012 TU221 | 17 set 2012 | Mount Lemmon     | Mount Lemmon Survey | —         | MPC                           |
| 471689     | 2012 TR225 | 24 nov 2008 | Kitt Peak        | Spacewatch          | —         | MPC                           |
| 471690     | 2012 TS225 | 7 nov 2008  | Mount Lemmon     | Mount Lemmon Survey | —         | MPC                           |
| 471691     | 2012 TX229 | 22 ago 2007 | Anderson Mesa    | LONEOS              | —         | MPC                           |
| 471692     | 2012 TZ232 | 25 set 2008 | Mount Lemmon     | Mount Lemmon Survey | —         | MPC                           |
| 471693     | 2012 TE234 | 4 jun 2011  | Mount Lemmon     | Mount Lemmon Survey | —         | MPC                           |
| 471694     | 2012 TL234 | 27 set 2008 | Mount Lemmon     | Mount Lemmon Survey | —         | MPC                           |
| 471695     | 2012 TL240 | 8 out 2012  | Mount Lemmon     | Mount Lemmon Survey | —         | MPC                           |
| 471696     | 2012 TH242 | 25 set 1998 | Kitt Peak        | Spacewatch          | —         | MPC                           |
| 471697     | 2012 TN242 | 15 set 2012 | Kitt Peak        | Spacewatch          | Brangane  | MPC                           |
| 471698     | 2012 TM243 | 19 nov 2008 | Mount Lemmon     | Mount Lemmon Survey | —         | MPC                           |
| 471699     | 2012 TZ246 | 22 dez 2008 | Kitt Peak        | Spacewatch          | —         | MPC                           |
| 471700     | 2012 TP255 | 16 nov 1995 | Kitt Peak        | Spacewatch          | —         | MPC                           |

## 471701–471800
| Designação | Designação | Descoberta  | Descoberta    | Descobridor(es)     | Categoria | Mais informações / Referência |
| Permanente | Provisória | Data        | Local         | Descobridor(es)     | Categoria | Mais informações / Referência |
| ---------- | ---------- | ----------- | ------------- | ------------------- | --------- | ----------------------------- |
| 471701     | 2012 TK256 | 27 set 2003 | Kitt Peak     | Spacewatch          | —         | MPC                           |
| 471702     | 2012 TV258 | 28 jul 2011 | Siding Spring | SSS                 | —         | MPC                           |
| 471703     | 2012 TF261 | 8 abr 2010  | Kitt Peak     | Spacewatch          | —         | MPC                           |
| 471704     | 2012 TH263 | 27 jan 2006 | Kitt Peak     | Spacewatch          | Phocaea   | MPC                           |
| 471705     | 2012 TD282 | 11 out 2012 | Mount Lemmon  | Mount Lemmon Survey | —         | MPC                           |
| 471706     | 2012 TU288 | 10 out 2012 | Mount Lemmon  | Mount Lemmon Survey | —         | MPC                           |
| 471707     | 2012 TS290 | 7 fev 1997  | Kitt Peak     | Spacewatch          | —         | MPC                           |
| 471708     | 2012 TZ293 | 11 set 2007 | Kitt Peak     | Spacewatch          | —         | MPC                           |
| 471709     | 2012 TN294 | 20 dez 2004 | Mount Lemmon  | Mount Lemmon Survey | —         | MPC                           |
| 471710     | 2012 TM298 | 11 out 2006 | Kitt Peak     | Spacewatch          | —         | MPC                           |
| 471711     | 2012 TG300 | 15 out 2012 | Mount Lemmon  | Mount Lemmon Survey | —         | MPC                           |
| 471712     | 2012 TP305 | 17 set 2003 | Kitt Peak     | Spacewatch          | Eos       | MPC                           |
| 471713     | 2012 TT305 | 27 set 2008 | Mount Lemmon  | Mount Lemmon Survey | —         | MPC                           |
| 471714     | 2012 TN306 | 7 nov 2008  | Catalina      | CSS                 | —         | MPC                           |
| 471715     | 2012 TV306 | 4 dez 2008  | Kitt Peak     | Spacewatch          | —         | MPC                           |
| 471716     | 2012 TW314 | 26 out 2008 | Catalina      | CSS                 | —         | MPC                           |
| 471717     | 2012 TK316 | 13 out 2012 | Catalina      | CSS                 | —         | MPC                           |
| 471718     | 2012 TQ318 | 19 out 2003 | Kitt Peak     | Spacewatch          | —         | MPC                           |
| 471719     | 2012 TA319 | 15 dez 2004 | Kitt Peak     | Spacewatch          | —         | MPC                           |
| 471720     | 2012 TB319 | 7 dez 1999  | Socorro       | LINEAR              | —         | MPC                           |
| 471721     | 2012 UB    | 11 abr 2007 | Kitt Peak     | Spacewatch          | —         | MPC                           |
| 471722     | 2012 UG3   | 21 jun 2007 | Mount Lemmon  | Mount Lemmon Survey | —         | MPC                           |
| 471723     | 2012 UK13  | 25 mar 2010 | Kitt Peak     | Spacewatch          | —         | MPC                           |
| 471724     | 2012 UW15  | 16 out 2012 | Mount Lemmon  | Mount Lemmon Survey | —         | MPC                           |
| 471725     | 2012 UA17  | 16 out 2012 | Mount Lemmon  | Mount Lemmon Survey | —         | MPC                           |
| 471726     | 2012 UL17  | 18 set 2012 | Kitt Peak     | Spacewatch          | —         | MPC                           |
| 471727     | 2012 US23  | 14 mar 2010 | Mount Lemmon  | Mount Lemmon Survey | —         | MPC                           |
| 471728     | 2012 UP24  | 29 dez 2008 | Mount Lemmon  | Mount Lemmon Survey | Brangane  | MPC                           |
| 471729     | 2012 UH30  | 18 set 2004 | Socorro       | LINEAR              | —         | MPC                           |
| 471730     | 2012 UJ33  | 1 dez 2003  | Kitt Peak     | Spacewatch          | —         | MPC                           |
| 471731     | 2012 UM33  | 8 out 2012  | Kitt Peak     | Spacewatch          | —         | MPC                           |
| 471732     | 2012 UO33  | 20 out 2003 | Kitt Peak     | Spacewatch          | —         | MPC                           |
| 471733     | 2012 UH34  | 20 set 2003 | Kitt Peak     | Spacewatch          | —         | MPC                           |
| 471734     | 2012 UT34  | 23 set 2012 | Mount Lemmon  | Mount Lemmon Survey | —         | MPC                           |
| 471735     | 2012 UN38  | 27 jun 2011 | Mount Lemmon  | Mount Lemmon Survey | —         | MPC                           |
| 471736     | 2012 UH41  | 9 out 2012  | Kitt Peak     | Spacewatch          | —         | MPC                           |
| 471737     | 2012 UG43  | 16 out 2003 | Kitt Peak     | Spacewatch          | —         | MPC                           |
| 471738     | 2012 UJ43  | 24 out 2003 | Kitt Peak     | Spacewatch          | —         | MPC                           |
| 471739     | 2012 UC44  | 30 set 2003 | Kitt Peak     | Spacewatch          | Eos       | MPC                           |
| 471740     | 2012 UF44  | 1 mai 2010  | WISE          | WISE                | —         | MPC                           |
| 471741     | 2012 UR47  | 16 jan 2005 | Kitt Peak     | Spacewatch          | —         | MPC                           |
| 471742     | 2012 UN48  | 22 dez 2008 | Kitt Peak     | Spacewatch          | Themis    | MPC                           |
| 471743     | 2012 UX51  | 26 out 1994 | Kitt Peak     | Spacewatch          | —         | MPC                           |
| 471744     | 2012 UW53  | 13 set 2007 | Mount Lemmon  | Mount Lemmon Survey | —         | MPC                           |
| 471745     | 2012 UN54  | 5 out 2012  | Kitt Peak     | Spacewatch          | —         | MPC                           |
| 471746     | 2012 UL58  | 4 dez 2008  | Mount Lemmon  | Mount Lemmon Survey | —         | MPC                           |
| 471747     | 2012 UY60  | 14 out 2007 | Mount Lemmon  | Mount Lemmon Survey | —         | MPC                           |
| 471748     | 2012 UY72  | 25 set 2012 | Mount Lemmon  | Mount Lemmon Survey | —         | MPC                           |
| 471749     | 2012 US83  | 30 nov 2008 | Kitt Peak     | Spacewatch          | Phocaea   | MPC                           |
| 471750     | 2012 UV89  | 1 dez 2003  | Kitt Peak     | Spacewatch          | —         | MPC                           |
| 471751     | 2012 UW90  | 21 set 2003 | Kitt Peak     | Spacewatch          | —         | MPC                           |
| 471752     | 2012 UE91  | 29 abr 2006 | Kitt Peak     | Spacewatch          | —         | MPC                           |
| 471753     | 2012 UN94  | 20 out 2003 | Kitt Peak     | Spacewatch          | —         | MPC                           |
| 471754     | 2012 UH96  | 24 abr 2006 | Kitt Peak     | Spacewatch          | —         | MPC                           |
| 471755     | 2012 UF104 | 16 out 2006 | Kitt Peak     | Spacewatch          | —         | MPC                           |
| 471756     | 2012 UV106 | 24 out 1995 | Kitt Peak     | Spacewatch          | —         | MPC                           |
| 471757     | 2012 UQ107 | 25 out 2008 | Kitt Peak     | Spacewatch          | —         | MPC                           |
| 471758     | 2012 UA109 | 23 out 2003 | Kitt Peak     | Spacewatch          | —         | MPC                           |
| 471759     | 2012 UF111 | 15 out 2012 | Kitt Peak     | Spacewatch          | —         | MPC                           |
| 471760     | 2012 UZ111 | 28 ago 2006 | Kitt Peak     | Spacewatch          | —         | MPC                           |
| 471761     | 2012 UR112 | 6 nov 2008  | Catalina      | CSS                 | —         | MPC                           |
| 471762     | 2012 UP113 | 16 set 2012 | Kitt Peak     | Spacewatch          | —         | MPC                           |
| 471763     | 2012 UP114 | 28 set 2003 | Kitt Peak     | Spacewatch          | —         | MPC                           |
| 471764     | 2012 UN117 | 25 set 2012 | Mount Lemmon  | Mount Lemmon Survey | —         | MPC                           |
| 471765     | 2012 UD123 | 3 nov 2007  | Kitt Peak     | Spacewatch          | —         | MPC                           |
| 471766     | 2012 UT124 | 3 out 2003  | Kitt Peak     | Spacewatch          | —         | MPC                           |
| 471767     | 2012 UP130 | 1 dez 2003  | Kitt Peak     | Spacewatch          | —         | MPC                           |
| 471768     | 2012 UZ132 | 11 set 2007 | Catalina      | CSS                 | —         | MPC                           |
| 471769     | 2012 UO133 | 10 out 1999 | Socorro       | LINEAR              | —         | MPC                           |
| 471770     | 2012 UF134 | 11 ago 2007 | Anderson Mesa | LONEOS              | —         | MPC                           |
| 471771     | 2012 UY138 | 13 fev 2010 | Mount Lemmon  | Mount Lemmon Survey | —         | MPC                           |
| 471772     | 2012 UY139 | 10 out 2012 | Mount Lemmon  | Mount Lemmon Survey | —         | MPC                           |
| 471773     | 2012 UA141 | 6 out 1996  | Kitt Peak     | Spacewatch          | —         | MPC                           |
| 471774     | 2012 UL144 | 30 dez 2008 | Kitt Peak     | Spacewatch          | —         | MPC                           |
| 471775     | 2012 UL146 | 1 dez 2008  | Kitt Peak     | Spacewatch          | —         | MPC                           |
| 471776     | 2012 US148 | 10 abr 2010 | Mount Lemmon  | Mount Lemmon Survey | —         | MPC                           |
| 471777     | 2012 UE151 | 21 out 2012 | Kitt Peak     | Spacewatch          | Brangane  | MPC                           |
| 471778     | 2012 UH169 | 21 set 2003 | Anderson Mesa | LONEOS              | —         | MPC                           |
| 471779     | 2012 UO169 | 20 nov 2003 | Socorro       | LINEAR              | —         | MPC                           |
| 471780     | 2012 UQ171 | 20 nov 2008 | Kitt Peak     | Spacewatch          | —         | MPC                           |
| 471781     | 2012 UX171 | 16 set 2003 | Kitt Peak     | Spacewatch          | —         | MPC                           |
| 471782     | 2012 VD10  | 30 jul 2010 | WISE          | WISE                | —         | MPC                           |
| 471783     | 2012 VU10  | 14 set 2007 | Catalina      | CSS                 | —         | MPC                           |
| 471784     | 2012 VX13  | 11 abr 2010 | Mount Lemmon  | Mount Lemmon Survey | —         | MPC                           |
| 471785     | 2012 VM20  | 14 out 1999 | Kitt Peak     | Spacewatch          | —         | MPC                           |
| 471786     | 2012 VE24  | 7 out 2007  | Mount Lemmon  | Mount Lemmon Survey | —         | MPC                           |
| 471787     | 2012 VA28  | 9 fev 2005  | Mount Lemmon  | Mount Lemmon Survey | —         | MPC                           |
| 471788     | 2012 VB28  | 13 jun 2010 | WISE          | WISE                | —         | MPC                           |
| 471789     | 2012 VC31  | 19 nov 2003 | Anderson Mesa | LONEOS              | —         | MPC                           |
| 471790     | 2012 VF32  | 26 mai 2007 | Mount Lemmon  | Mount Lemmon Survey | —         | MPC                           |
| 471791     | 2012 VR34  | 20 out 2012 | Kitt Peak     | Spacewatch          | —         | MPC                           |
| 471792     | 2012 VH41  | 2 abr 2006  | Kitt Peak     | Spacewatch          | —         | MPC                           |
| 471793     | 2012 VX47  | 23 set 2008 | Mount Lemmon  | Mount Lemmon Survey | —         | MPC                           |
| 471794     | 2012 VT51  | 6 nov 2012  | Kitt Peak     | Spacewatch          | Brangane  | MPC                           |
| 471795     | 2012 VC55  | 17 set 2006 | Kitt Peak     | Spacewatch          | —         | MPC                           |
| 471796     | 2012 VC63  | 18 nov 2003 | Kitt Peak     | Spacewatch          | —         | MPC                           |
| 471797     | 2012 VX78  | 14 set 2007 | Mount Lemmon  | Mount Lemmon Survey | —         | MPC                           |
| 471798     | 2012 VH84  | 6 nov 2012  | Kitt Peak     | Spacewatch          | —         | MPC                           |
| 471799     | 2012 VJ86  | 21 set 2003 | Anderson Mesa | LONEOS              | —         | MPC                           |
| 471800     | 2012 VX88  | 8 out 2007  | Kitt Peak     | Spacewatch          | —         | MPC                           |

## 471801–471900
| Designação | Designação | Descoberta  | Descoberta    | Descobridor(es)     | Categoria | Mais informações / Referência |
| Permanente | Provisória | Data        | Local         | Descobridor(es)     | Categoria | Mais informações / Referência |
| ---------- | ---------- | ----------- | ------------- | ------------------- | --------- | ----------------------------- |
| 471801     | 2012 VU90  | 14 nov 2012 | Kitt Peak     | Spacewatch          | —         | MPC                           |
| 471802     | 2012 VL92  | 2 nov 2007  | Kitt Peak     | Spacewatch          | —         | MPC                           |
| 471803     | 2012 VU97  | 19 set 2012 | Mount Lemmon  | Mount Lemmon Survey | —         | MPC                           |
| 471804     | 2012 VS99  | 22 out 1995 | Kitt Peak     | Spacewatch          | —         | MPC                           |
| 471805     | 2012 VX99  | 18 nov 2008 | Kitt Peak     | Spacewatch          | Phocaea   | MPC                           |
| 471806     | 2012 VA104 | 29 dez 2008 | Kitt Peak     | Spacewatch          | —         | MPC                           |
| 471807     | 2012 VB104 | 17 out 2012 | Mount Lemmon  | Mount Lemmon Survey | —         | MPC                           |
| 471808     | 2012 VJ105 | 9 out 2012  | Mount Lemmon  | Mount Lemmon Survey | —         | MPC                           |
| 471809     | 2012 VN111 | 18 set 2006 | Kitt Peak     | Spacewatch          | —         | MPC                           |
| 471810     | 2012 VV112 | 1 fev 2009  | Mount Lemmon  | Mount Lemmon Survey | —         | MPC                           |
| 471811     | 2012 WB7   | 5 nov 2007  | Kitt Peak     | Spacewatch          | Brangane  | MPC                           |
| 471812     | 2012 WK11  | 14 nov 2007 | Kitt Peak     | Spacewatch          | —         | MPC                           |
| 471813     | 2012 WX11  | 9 out 2012  | Mount Lemmon  | Mount Lemmon Survey | —         | MPC                           |
| 471814     | 2012 WF12  | 10 out 2007 | Mount Lemmon  | Mount Lemmon Survey | —         | MPC                           |
| 471815     | 2012 WH12  | 18 set 2007 | Mount Lemmon  | Mount Lemmon Survey | —         | MPC                           |
| 471816     | 2012 WD15  | 19 nov 2012 | Kitt Peak     | Spacewatch          | —         | MPC                           |
| 471817     | 2012 WM16  | 25 set 2012 | Mount Lemmon  | Mount Lemmon Survey | —         | MPC                           |
| 471818     | 2012 WW16  | 25 set 2012 | Mount Lemmon  | Mount Lemmon Survey | —         | MPC                           |
| 471819     | 2012 WQ29  | 29 jan 2009 | Mount Lemmon  | Mount Lemmon Survey | —         | MPC                           |
| 471820     | 2012 WO34  | 26 nov 2012 | Mount Lemmon  | Mount Lemmon Survey | Brangane  | MPC                           |
| 471821     | 2012 XD1   | 16 out 2012 | Kitt Peak     | Spacewatch          | —         | MPC                           |
| 471822     | 2012 XZ5   | 14 nov 2012 | Mount Lemmon  | Mount Lemmon Survey | —         | MPC                           |
| 471823     | 2012 XS10  | 24 nov 2012 | Catalina      | CSS                 | —         | MPC                           |
| 471824     | 2012 XU35  | 25 nov 2012 | Kitt Peak     | Spacewatch          | —         | MPC                           |
| 471825     | 2012 XF37  | 18 set 2007 | Siding Spring | SSS                 | —         | MPC                           |
| 471826     | 2012 XR39  | 6 nov 2012  | Kitt Peak     | Spacewatch          | —         | MPC                           |
| 471827     | 2012 XQ43  | 14 dez 2003 | Kitt Peak     | Spacewatch          | —         | MPC                           |
| 471828     | 2012 XG46  | 16 jan 2009 | Kitt Peak     | Spacewatch          | —         | MPC                           |
| 471829     | 2012 XT56  | 8 mai 2005  | Kitt Peak     | Spacewatch          | —         | MPC                           |
| 471830     | 2012 XW58  | 28 ago 2006 | Kitt Peak     | Spacewatch          | —         | MPC                           |
| 471831     | 2012 XQ61  | 18 out 2012 | Mount Lemmon  | Mount Lemmon Survey | —         | MPC                           |
| 471832     | 2012 XD62  | 10 nov 2006 | Kitt Peak     | Spacewatch          | Brangane  | MPC                           |
| 471833     | 2012 XV64  | 17 set 2006 | Kitt Peak     | Spacewatch          | —         | MPC                           |
| 471834     | 2012 XQ69  | 5 dez 2012  | Mount Lemmon  | Mount Lemmon Survey | —         | MPC                           |
| 471835     | 2012 XG70  | 25 mar 2010 | Mount Lemmon  | Mount Lemmon Survey | —         | MPC                           |
| 471836     | 2012 XZ74  | 19 set 2003 | Anderson Mesa | LONEOS              | —         | MPC                           |
| 471837     | 2012 XM80  | 7 nov 2012  | Mount Lemmon  | Mount Lemmon Survey | —         | MPC                           |
| 471838     | 2012 XM83  | 30 dez 2007 | Kitt Peak     | Spacewatch          | Brangane  | MPC                           |
| 471839     | 2012 XN84  | 5 nov 2007  | Mount Lemmon  | Mount Lemmon Survey | —         | MPC                           |
| 471840     | 2012 XC86  | 1 jan 2008  | Kitt Peak     | Spacewatch          | —         | MPC                           |
| 471841     | 2012 XB94  | 18 jul 2007 | Mount Lemmon  | Mount Lemmon Survey | —         | MPC                           |
| 471842     | 2012 XH105 | 4 jul 2005  | Kitt Peak     | Spacewatch          | —         | MPC                           |
| 471843     | 2012 XH106 | 2 mar 2008  | Catalina      | CSS                 | —         | MPC                           |
| 471844     | 2012 XX116 | 31 dez 2008 | XuYi          | PMO NEO             | —         | MPC                           |
| 471845     | 2012 XX133 | 14 set 2007 | Catalina      | CSS                 | —         | MPC                           |
| 471846     | 2012 XJ135 | 2 mai 2006  | Kitt Peak     | Spacewatch          | Ino       | MPC                           |
| 471847     | 2012 XO139 | 15 fev 2010 | Mount Lemmon  | Mount Lemmon Survey | —         | MPC                           |
| 471848     | 2012 XQ140 | 13 set 2007 | Catalina      | CSS                 | —         | MPC                           |
| 471849     | 2012 XQ143 | 19 nov 2001 | Socorro       | LINEAR              | —         | MPC                           |
| 471850     | 2012 XV144 | 18 nov 2007 | Mount Lemmon  | Mount Lemmon Survey | —         | MPC                           |
| 471851     | 2012 XK147 | 4 dez 2007  | Mount Lemmon  | Mount Lemmon Survey | Brangane  | MPC                           |
| 471852     | 2012 XX152 | 13 out 1998 | Kitt Peak     | Spacewatch          | —         | MPC                           |
| 471853     | 2012 XD154 | 23 dez 2006 | Mount Lemmon  | Mount Lemmon Survey | —         | MPC                           |
| 471854     | 2012 YQ2   | 3 dez 2007  | Kitt Peak     | Spacewatch          | —         | MPC                           |
| 471855     | 2013 AV3   | 20 out 2012 | Mount Lemmon  | Mount Lemmon Survey | —         | MPC                           |
| 471856     | 2013 AL4   | 18 dez 2001 | Socorro       | LINEAR              | Brangane  | MPC                           |
| 471857     | 2013 AS5   | 10 set 2007 | Catalina      | CSS                 | —         | MPC                           |
| 471858     | 2013 AS7   | 26 dez 2006 | Kitt Peak     | Spacewatch          | —         | MPC                           |
| 471859     | 2013 AY8   | 1 mai 2010  | WISE          | WISE                | —         | MPC                           |
| 471860     | 2013 AM9   | 19 nov 2012 | Kitt Peak     | Spacewatch          | —         | MPC                           |
| 471861     | 2013 AP11  | 8 dez 2012  | Kitt Peak     | Spacewatch          | —         | MPC                           |
| 471862     | 2013 AU11  | 21 ago 2006 | Kitt Peak     | Spacewatch          | —         | MPC                           |
| 471863     | 2013 AH17  | 18 out 2011 | Catalina      | CSS                 | —         | MPC                           |
| 471864     | 2013 AY28  | 16 out 2011 | Siding Spring | SSS                 | —         | MPC                           |
| 471865     | 2013 AH29  | 8 nov 2007  | Mount Lemmon  | Mount Lemmon Survey | —         | MPC                           |
| 471866     | 2013 AO30  | 7 jan 2013  | Kitt Peak     | Spacewatch          | —         | MPC                           |
| 471867     | 2013 AF32  | 21 dez 2012 | Mount Lemmon  | Mount Lemmon Survey | —         | MPC                           |
| 471868     | 2013 AA36  | 17 jun 2005 | Mount Lemmon  | Mount Lemmon Survey | —         | MPC                           |
| 471869     | 2013 AD38  | 28 ago 2005 | Kitt Peak     | Spacewatch          | —         | MPC                           |
| 471870     | 2013 AN38  | 29 set 2011 | Mount Lemmon  | Mount Lemmon Survey | —         | MPC                           |
| 471871     | 2013 AP41  | 17 mai 2009 | Kitt Peak     | Spacewatch          | —         | MPC                           |
| 471872     | 2013 AR50  | 8 jan 2013  | Mount Lemmon  | Mount Lemmon Survey | —         | MPC                           |
| 471873     | 2013 AQ52  | 20 jan 2008 | Kitt Peak     | Spacewatch          | Brangane  | MPC                           |
| 471874     | 2013 AZ53  | 24 jul 2000 | Kitt Peak     | Spacewatch          | —         | MPC                           |
| 471875     | 2013 AV58  | 20 jan 2008 | Mount Lemmon  | Mount Lemmon Survey | —         | MPC                           |
| 471876     | 2013 AF59  | 15 jan 2008 | Mount Lemmon  | Mount Lemmon Survey | —         | MPC                           |
| 471877     | 2013 AY73  | 20 out 2006 | Mount Lemmon  | Mount Lemmon Survey | Brangane  | MPC                           |
| 471878     | 2013 AF91  | 19 dez 2003 | Socorro       | LINEAR              | —         | MPC                           |
| 471879     | 2013 AE96  | 31 jan 2008 | Mount Lemmon  | Mount Lemmon Survey | —         | MPC                           |
| 471880     | 2013 AO97  | 3 set 2010  | Mount Lemmon  | Mount Lemmon Survey | —         | MPC                           |
| 471881     | 2013 AZ98  | 24 fev 2008 | Mount Lemmon  | Mount Lemmon Survey | —         | MPC                           |
| 471882     | 2013 AG102 | 30 set 2006 | Kitt Peak     | Spacewatch          | —         | MPC                           |
| 471883     | 2013 AS111 | 17 dez 2006 | Mount Lemmon  | Mount Lemmon Survey | —         | MPC                           |
| 471884     | 2013 AF112 | 9 dez 2012  | Mount Lemmon  | Mount Lemmon Survey | Vesta     | MPC                           |
| 471885     | 2013 AD115 | 3 fev 2008  | Kitt Peak     | Spacewatch          | —         | MPC                           |
| 471886     | 2013 AO116 | 20 out 2012 | Mount Lemmon  | Mount Lemmon Survey | —         | MPC                           |
| 471887     | 2013 AO119 | 19 jun 2010 | Mount Lemmon  | Mount Lemmon Survey | —         | MPC                           |
| 471888     | 2013 AZ122 | 9 mar 2008  | Mount Lemmon  | Mount Lemmon Survey | —         | MPC                           |
| 471889     | 2013 AC126 | 29 out 2006 | Catalina      | CSS                 | —         | MPC                           |
| 471890     | 2013 AR130 | 16 nov 2006 | Mount Lemmon  | Mount Lemmon Survey | —         | MPC                           |
| 471891     | 2013 AU161 | 30 set 2002 | Socorro       | LINEAR              | —         | MPC                           |
| 471892     | 2013 AY162 | 14 abr 2010 | WISE          | WISE                | —         | MPC                           |
| 471893     | 2013 AK170 | 2 out 2006  | Mount Lemmon  | Mount Lemmon Survey | —         | MPC                           |
| 471894     | 2013 AZ170 | 29 ago 2005 | Kitt Peak     | Spacewatch          | —         | MPC                           |
| 471895     | 2013 AP173 | 28 ago 2005 | Kitt Peak     | Spacewatch          | —         | MPC                           |
| 471896     | 2013 AO174 | 17 nov 2006 | Catalina      | CSS                 | —         | MPC                           |
| 471897     | 2013 BC8   | 6 fev 2002  | Kitt Peak     | Spacewatch          | —         | MPC                           |
| 471898     | 2013 BJ25  | 5 jan 2013  | Mount Lemmon  | Mount Lemmon Survey | —         | MPC                           |
| 471899     | 2013 BL31  | 10 jan 2008 | Mount Lemmon  | Mount Lemmon Survey | —         | MPC                           |
| 471900     | 2013 BY34  | 3 jul 2005  | Mount Lemmon  | Mount Lemmon Survey | Brangane  | MPC                           |

## 471901–472000
| Designação         | Designação | Descoberta  | Descoberta       | Descobridor(es)             | Categoria | Mais informações / Referência |
| Permanente         | Provisória | Data        | Local            | Descobridor(es)             | Categoria | Mais informações / Referência |
| ------------------ | ---------- | ----------- | ---------------- | --------------------------- | --------- | ----------------------------- |
| 471901             | 2013 BR38  | 19 out 2006 | Catalina         | CSS                         | —         | MPC                           |
| 471902             | 2013 BL62  | 27 jan 2007 | Mount Lemmon     | Mount Lemmon Survey         | —         | MPC                           |
| 471903             | 2013 BC72  | 12 jan 2002 | Kitt Peak        | Spacewatch                  | —         | MPC                           |
| 471904             | 2013 CF11  | 19 jan 2013 | Kitt Peak        | Spacewatch                  | Vesta     | MPC                           |
| 471905             | 2013 CX31  | 28 out 2005 | Catalina         | CSS                         | —         | MPC                           |
| 471906             | 2013 CJ51  | 10 set 2005 | Anderson Mesa    | LONEOS                      | —         | MPC                           |
| 471907             | 2013 CS61  | 2 nov 2010  | Mount Lemmon     | Mount Lemmon Survey         | Vesta     | MPC                           |
| 471908             | 2013 CD87  | 1 set 2005  | Kitt Peak        | Spacewatch                  | —         | MPC                           |
| 471909             | 2013 CR109 | 28 set 2006 | Kitt Peak        | Spacewatch                  | —         | MPC                           |
| 471910             | 2013 CA116 | 1 set 2005  | Kitt Peak        | Spacewatch                  | —         | MPC                           |
| 471911             | 2013 CK192 | 4 jan 2013  | Mount Lemmon     | Mount Lemmon Survey         | —         | MPC                           |
| 471912             | 2013 CW193 | 28 mar 2008 | Mount Lemmon     | Mount Lemmon Survey         | —         | MPC                           |
| 471913             | 2013 CM200 | 30 ago 2005 | Kitt Peak        | Spacewatch                  | —         | MPC                           |
| 471914             | 2013 CS200 | 10 fev 2007 | Mount Lemmon     | Mount Lemmon Survey         | —         | MPC                           |
| 471915             | 2013 CZ201 | 1 set 2005  | Kitt Peak        | Spacewatch                  | —         | MPC                           |
| 471916             | 2013 DS    | 7 jan 2013  | Catalina         | CSS                         | —         | MPC                           |
| 471917             | 2013 DT1   | 15 nov 2006 | Mount Lemmon     | Mount Lemmon Survey         | —         | MPC                           |
| 471918             | 2013 DY2   | 20 out 2006 | Catalina         | CSS                         | —         | MPC                           |
| 471919             | 2013 EE1   | 3 set 2000  | Socorro          | LINEAR                      | —         | MPC                           |
| 471920             | 2013 EC90  | 30 out 2006 | Mount Lemmon     | Mount Lemmon Survey         | —         | MPC                           |
| 471921             | 2013 FC28  | 17 mar 2013 | Cerro Tololo     | S. S. Sheppard, C. Trujillo | —         | MPC                           |
| 471922             | 2013 GO80  | 10 jun 2011 | Mount Lemmon     | Mount Lemmon Survey         | —         | MPC                           |
| 471923             | 2013 GW131 | 20 dez 2004 | Mount Lemmon     | Mount Lemmon Survey         | —         | MPC                           |
| 471924             | 2013 HU10  | 23 dez 2006 | Mount Lemmon     | Mount Lemmon Survey         | —         | MPC                           |
| 471925             | 2013 JB34  | 16 nov 2006 | Catalina         | CSS                         | —         | MPC                           |
| 471926 Jörmungandr | 2013 KN6   | 28 mai 2013 | Haute Provence   | J. Jahn                     | —         | MPC                           |
| 471927             | 2013 KY13  | 1 nov 2006  | Mount Lemmon     | Mount Lemmon Survey         | —         | MPC                           |
| 471928             | 2013 LG9   | 27 jan 2007 | Mount Lemmon     | Mount Lemmon Survey         | —         | MPC                           |
| 471929             | 2013 PT1   | 18 out 2007 | Mount Lemmon     | Mount Lemmon Survey         | —         | MPC                           |
| 471930             | 2013 PA33  | 7 ago 2013  | Kitt Peak        | Spacewatch                  | —         | MPC                           |
| 471931             | 2013 PH44  | 12 ago 2013 | Haleakala        | Pan-STARRS                  | —         | MPC                           |
| 471932             | 2013 PY45  | 18 set 2007 | Mount Lemmon     | Mount Lemmon Survey         | —         | MPC                           |
| 471933             | 2013 QC8   | 22 mar 2012 | Mount Lemmon     | Mount Lemmon Survey         | —         | MPC                           |
| 471934             | 2013 QG13  | 11 dez 2004 | Kitt Peak        | Spacewatch                  | —         | MPC                           |
| 471935             | 2013 QB29  | 4 out 2007  | Kitt Peak        | Spacewatch                  | —         | MPC                           |
| 471936             | 2013 QL63  | 10 out 2010 | Mount Lemmon     | Mount Lemmon Survey         | —         | MPC                           |
| 471937             | 2013 QQ84  | 2 set 2003  | Socorro          | LINEAR                      | —         | MPC                           |
| 471938             | 2013 RM4   | 15 ago 2009 | Catalina         | CSS                         | —         | MPC                           |
| 471939             | 2013 RX23  | 31 jan 2008 | Mount Lemmon     | Mount Lemmon Survey         | —         | MPC                           |
| 471940             | 2013 RY27  | 24 mar 2012 | Mount Lemmon     | Mount Lemmon Survey         | —         | MPC                           |
| 471941             | 2013 RJ28  | 4 set 2013  | Mount Lemmon     | Mount Lemmon Survey         | —         | MPC                           |
| 471942             | 2013 RT28  | 11 set 2010 | Mount Lemmon     | Mount Lemmon Survey         | —         | MPC                           |
| 471943             | 2013 RO33  | 25 fev 2006 | Kitt Peak        | Spacewatch                  | —         | MPC                           |
| 471944             | 2013 RV34  | 20 nov 2006 | Kitt Peak        | Spacewatch                  | —         | MPC                           |
| 471945             | 2013 RK49  | 17 out 2010 | Mount Lemmon     | Mount Lemmon Survey         | —         | MPC                           |
| 471946             | 2013 RO51  | 19 dez 2003 | Socorro          | LINEAR                      | —         | MPC                           |
| 471947             | 2013 RE53  | 14 abr 2008 | Mount Lemmon     | Mount Lemmon Survey         | —         | MPC                           |
| 471948             | 2013 RC65  | 15 nov 2006 | Catalina         | CSS                         | —         | MPC                           |
| 471949             | 2013 RH72  | 10 fev 2002 | Kitt Peak        | Spacewatch                  | —         | MPC                           |
| 471950             | 2013 RV84  | 11 jan 2008 | Kitt Peak        | Spacewatch                  | —         | MPC                           |
| 471951             | 2013 RJ92  | 5 set 2013  | Kitt Peak        | Spacewatch                  | —         | MPC                           |
| 471952             | 2013 RF94  | 13 mar 2007 | Catalina         | CSS                         | Phocaea   | MPC                           |
| 471953             | 2013 RR97  | 3 dez 2007  | Kitt Peak        | Spacewatch                  | —         | MPC                           |
| 471954             | 2013 RM98  | 8 set 2013  | Cerro Tololo-DEC | CTIO-DECam                  | —         | MPC                           |
| 471955             | 2013 SR15  | 25 mar 2006 | Kitt Peak        | Spacewatch                  | —         | MPC                           |
| 471956             | 2013 SC25  | 29 set 2013 | Haleakala        | Pan-STARRS                  | —         | MPC                           |
| 471957             | 2013 SB45  | 28 out 2010 | Mount Lemmon     | Mount Lemmon Survey         | —         | MPC                           |
| 471958             | 2013 SH49  | 28 set 2013 | Mount Lemmon     | Mount Lemmon Survey         | —         | MPC                           |
| 471959             | 2013 SR54  | 13 out 2010 | Mount Lemmon     | Mount Lemmon Survey         | —         | MPC                           |
| 471960             | 2013 SQ65  | 27 fev 2012 | Kitt Peak        | Spacewatch                  | —         | MPC                           |
| 471961             | 2013 TQ9   | 15 dez 2009 | Catalina         | CSS                         | —         | MPC                           |
| 471962             | 2013 TV11  | 14 nov 2007 | Kitt Peak        | Spacewatch                  | —         | MPC                           |
| 471963             | 2013 TC18  | 26 set 2006 | Kitt Peak        | Spacewatch                  | —         | MPC                           |
| 471964             | 2013 TQ34  | 8 jan 2011  | Mount Lemmon     | Mount Lemmon Survey         | —         | MPC                           |
| 471965             | 2013 TU34  | 18 abr 2009 | Kitt Peak        | Spacewatch                  | —         | MPC                           |
| 471966             | 2013 TD47  | 14 jan 2008 | Kitt Peak        | Spacewatch                  | —         | MPC                           |
| 471967             | 2013 TO57  | 2 out 2003  | Kitt Peak        | Spacewatch                  | —         | MPC                           |
| 471968             | 2013 TF62  | 21 ago 2003 | Campo Imperatore | CINEOS                      | —         | MPC                           |
| 471969             | 2013 TW63  | 19 set 2006 | Kitt Peak        | Spacewatch                  | —         | MPC                           |
| 471970             | 2013 TW69  | 16 out 2006 | Kitt Peak        | Spacewatch                  | —         | MPC                           |
| 471971             | 2013 TW72  | 30 dez 2007 | Mount Lemmon     | Mount Lemmon Survey         | —         | MPC                           |
| 471972             | 2013 TF86  | 6 set 2013  | Mount Lemmon     | Mount Lemmon Survey         | —         | MPC                           |
| 471973             | 2013 TJ99  | 19 dez 2003 | Kitt Peak        | Spacewatch                  | —         | MPC                           |
| 471974             | 2013 TF100 | 28 fev 2008 | Mount Lemmon     | Mount Lemmon Survey         | —         | MPC                           |
| 471975             | 2013 TZ103 | 28 ago 2006 | Kitt Peak        | Spacewatch                  | —         | MPC                           |
| 471976             | 2013 TW110 | 3 out 2013  | Kitt Peak        | Spacewatch                  | —         | MPC                           |
| 471977             | 2013 TP111 | 25 out 2003 | Socorro          | LINEAR                      | —         | MPC                           |
| 471978             | 2013 TU111 | 18 ago 2009 | Kitt Peak        | Spacewatch                  | —         | MPC                           |
| 471979             | 2013 TC113 | 14 mar 2005 | Mount Lemmon     | Mount Lemmon Survey         | —         | MPC                           |
| 471980             | 2013 TP115 | 22 set 2003 | Kitt Peak        | Spacewatch                  | —         | MPC                           |
| 471981             | 2013 TD116 | 27 jul 2009 | Catalina         | CSS                         | —         | MPC                           |
| 471982             | 2013 TZ141 | 1 nov 2010  | Kitt Peak        | Spacewatch                  | —         | MPC                           |
| 471983             | 2013 TG143 | 5 mar 2008  | Mount Lemmon     | Mount Lemmon Survey         | —         | MPC                           |
| 471984             | 2013 UE3   | 24 out 2013 | Mount Lemmon     | Mount Lemmon Survey         | —         | MPC                           |
| 471985             | 2013 UJ7   | 3 out 2006  | Mount Lemmon     | Mount Lemmon Survey         | —         | MPC                           |
| 471986             | 2013 UA10  | 17 out 2006 | Catalina         | CSS                         | —         | MPC                           |
| 471987             | 2013 VK3   | 21 set 2000 | Kitt Peak        | Spacewatch                  | —         | MPC                           |
| 471988             | 2013 VL8   | 1 nov 2013  | Mount Lemmon     | Mount Lemmon Survey         | —         | MPC                           |
| 471989             | 2013 VT8   | 17 dez 2003 | Kitt Peak        | Spacewatch                  | —         | MPC                           |
| 471990             | 2013 VQ10  | 13 mar 2010 | WISE             | WISE                        | —         | MPC                           |
| 471991             | 2013 VZ20  | 14 dez 2007 | Mount Lemmon     | Mount Lemmon Survey         | —         | MPC                           |
| 471992             | 2013 WK1   | 17 nov 2006 | Mount Lemmon     | Mount Lemmon Survey         | —         | MPC                           |
| 471993             | 2013 WB2   | 8 set 1996  | Kitt Peak        | Spacewatch                  | —         | MPC                           |
| 471994             | 2013 WS7   | 14 out 2013 | Mount Lemmon     | Mount Lemmon Survey         | —         | MPC                           |
| 471995             | 2013 WC10  | 13 fev 2011 | Mount Lemmon     | Mount Lemmon Survey         | —         | MPC                           |
| 471996             | 2013 WL10  | 20 set 2006 | Catalina         | CSS                         | Flora     | MPC                           |
| 471997             | 2013 WF13  | 11 nov 2006 | Catalina         | CSS                         | —         | MPC                           |
| 471998             | 2013 WO25  | 20 abr 2012 | Mount Lemmon     | Mount Lemmon Survey         | —         | MPC                           |
| 471999             | 2013 WE27  | 18 dez 2007 | Mount Lemmon     | Mount Lemmon Survey         | —         | MPC                           |
| 472000             | 2013 WG30  | 31 out 2006 | Mount Lemmon     | Mount Lemmon Survey         | —         | MPC                           |